# Isla del Príncipe Eduardo
La Isla del Príncipe Eduardo (nombre oficial en inglés: Prince Edward Island; en francés: Île-du-Prince-Édouard), comúnmente abreviada PEI, es una provincia insular de las diez provincias que, junto con los tres territorios, conforman las trece entidades federales de Canadá. Su capital y ciudad más poblada es Charlottetown. Ubicada al este del país, es una isla rodeada por el océano Atlántico y separada de Nuevo Brunswick por el estrecho de Northumberland. Con 159 625 habs. en 2016 es la cuarta entidad menos poblada —por delante de Territorios del Noroeste, Yukón y Nunavut, la menos poblada—, con 5660 km², la menos extensa, y con 25,1 hab/km², la más densamente poblada.
Su capital, Charlottetown, es conocida como la cuna de la Confederación Canadiense, aunque la provincia no se asoció a la Confederación hasta más tarde. En 1997 fue unida al continente americano por el puente de la Confederación.

## Etimología
La isla es conocida en la lengua mi'kmaq de sus históricos ocupantes indígenas como Abegweit o Epekwitk, que se traduce aproximadamente como «tierra acunada por las olas».
Cuando la isla formaba parte de Acadia, colonizada originalmente por colonos franceses, su nombre francés era Île Saint-Jean (isla de San Juan). En francés, la isla se llama hoy Île-du-Prince-Édouard (ÎPÉ).
La isla se separó de la colonia británica de Nueva Escocia en 1769 y fue rebautizada en 1798 en honor al príncipe Eduardo, duque de Kent y Strathearn (1767-1820), cuarto hijo del rey Jorge III y, en 1819, padre de la futura reina Victoria. Por ello, el príncipe Eduardo ha sido llamado «padre de la corona canadiense». Los siguientes lugares emblemáticos de la isla también llevan el nombre del duque de Kent:
- Prince Edward Battery, Victoria Park, Charlottetown.
- Kent College, fundado en 1804 por el vicegobernador Edmund Fanning y su Consejo Legislativo, que con el tiempo se convertiría en la Universidad de la Isla del Príncipe Eduardo.
- Kent Street, Charlottetown.
- Escuela Elemental West Kent.
- Kent Street, Georgetown.

En gaélico escocés, el nombre de la isla es Eilean a' Phrionnsa (literalmente, «la isla del príncipe», la forma local de la expresión más larga «Eilean a' Phrionnsa Iomhair/Eideard»), o Eilean Eòin (literalmente, «isla de Juan», en referencia al antiguo nombre francés de la isla) para algunos hablantes de gaélico en Nueva Escocia, aunque no en la Isla del Príncipe Eduardo.

## Historia
La isla estuvo habitada por primera vez hace unos 10 000 años. Estos pioneros habrían llegado por un istmo hoy cubierto por el estrecho de Northumberland. Parece que la isla estaba habitada constantemente y que la caza y la pesca dieron lugar a migraciones estacionales. Los nativos americanos micmac, que la llamaban Abegweit, llegaron a la isla hace unos 2000 años.

### Colonia Francesa
En 1534, Jacques Cartier fue el primer europeo en avistar la isla. En 1604, el Reino de Francia reclamó las tierras de las Provincias Marítimas en virtud de la doctrina del descubrimiento, incluida la Isla del Príncipe Eduardo, y estableció la colonia francesa de Acadia. Los franceses bautizaron la isla con el nombre de Île Saint-Jean (Isla de San Juan). Los mi'kmaq nunca reconocieron la reivindicación, pero acogieron a los franceses como socios comerciales y aliados.
Durante el siglo XVIII, los franceses se vieron envueltos en una serie de conflictos con el Reino de Gran Bretaña y sus colonias. Durante este periodo se libraron varias batallas entre los dos beligerantes en la Isla del Príncipe Eduardo. Tras la captura británica de Louisbourg durante la Guerra de Sucesión Austriaca, los habitantes de Nueva Inglaterra lanzaron un ataque contra Île Saint-Jean (ahora Isla del Príncipe Eduardo), con un destacamento británico que desembarcó en Port-la-Joye. La capital de la isla contaba con una guarnición de 20 soldados franceses bajo el mando de Joseph du Pont Duvivier.
Las tropas huyeron del asentamiento y los habitantes de Nueva Inglaterra lo incendiaron por completo. Duvivier y los veinte hombres se retiraron río arriba por el Northeast River (río Hillsborough), perseguidos por los habitantes de Nueva Inglaterra hasta que las tropas francesas recibieron refuerzos con la llegada de la milicia acadiana y los mi'kmaq. Las tropas francesas y sus aliados lograron empujar a los habitantes de Nueva Inglaterra hacia sus barcos. Nueve habitantes de Nueva Inglaterra murieron, resultaron heridos o fueron hechos prisioneros. 
Los habitantes de Nueva Inglaterra tomaron seis rehenes acadianos, que serían ejecutados si los acadianos o los mi'kmaq se rebelaban contra el control de Nueva Inglaterra. Las tropas de Nueva Inglaterra partieron hacia Louisbourg. Duvivier y sus 20 soldados partieron hacia Quebec. Tras la caída de Louisbourg, la población francesa residente en Île Royale (ahora isla del Cabo Bretón) fue deportada a Francia, y los acadianos que quedaban en Île Saint-Jean vivieron bajo la amenaza de la deportación durante el resto de la guerra.
Los habitantes de Nueva Inglaterra tenían una fuerza de 200 soldados estacionados en Port-La-Joye, así como dos buques de guerra que embarcaban suministros para su viaje a Louisbourg. Para recuperar Acadia, Ramezay fue enviado desde Quebec a la región para unir fuerzas con la expedición del duque de Anville. Al llegar a Chignecto, envió a Boishebert a Île Saint-Jean para determinar el tamaño de la fuerza de Nueva Inglaterra. Tras el regreso de Boishebert, Ramezay envió a Joseph-Michel Legardeur de Croisille et de Montesson junto con más de 500 hombres, 200 de los cuales eran mi'kmaq, a Port-La-Joye. En julio de 1746, la batalla tuvo lugar cerca del río York. Montesson y sus tropas mataron a cuarenta habitantes de Nueva Inglaterra y capturaron al resto. Montesson fue elogiado por haberse distinguido en su primer mando independiente. Las hostilidades entre británicos y franceses terminaron en 1748 con el Tratado de Aix-la-Chapelle.

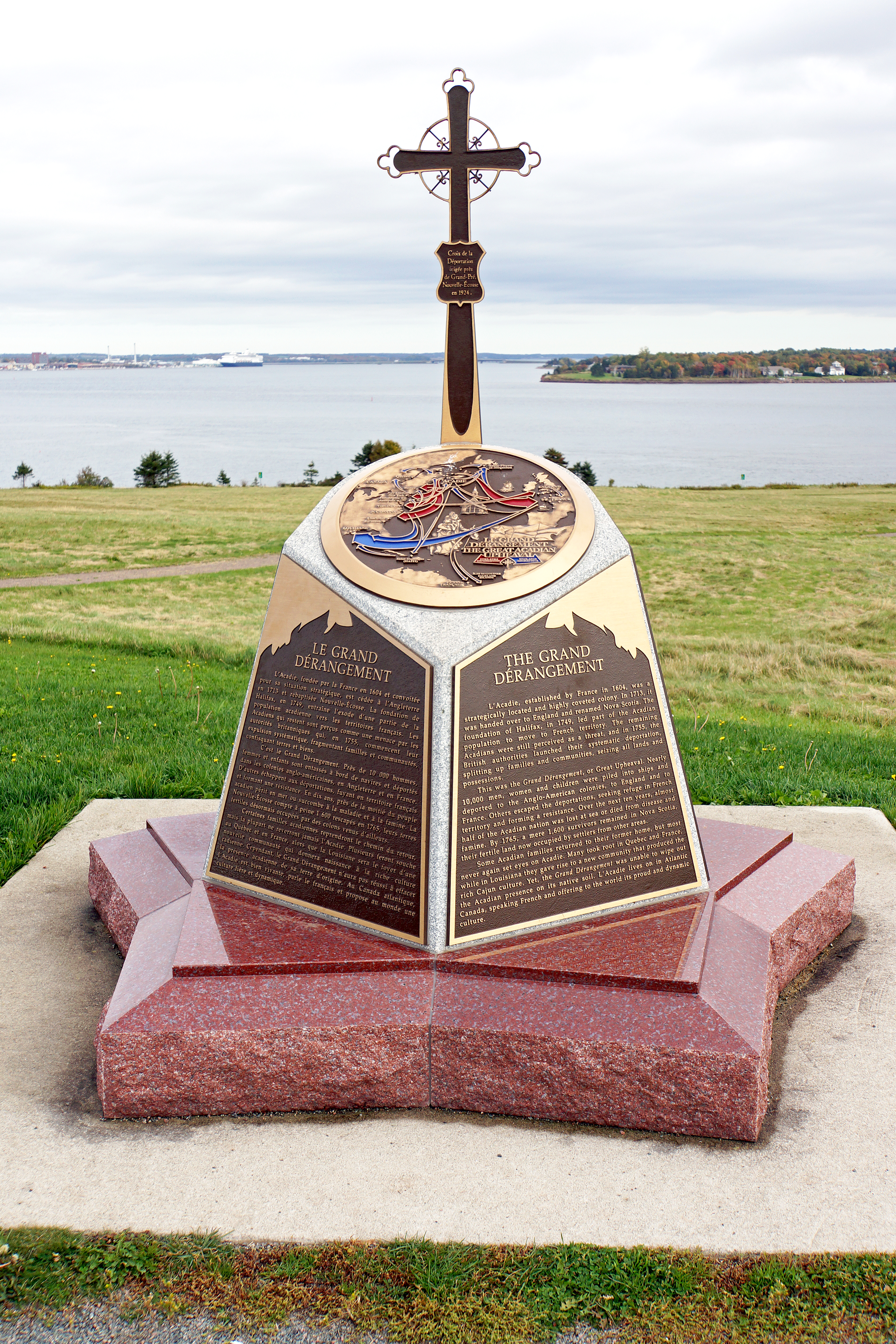
Monumento por la deportación del pueblo acadiano (colonos franceses y descendientes)

Aproximadamente mil acadianos vivían en la isla antes del éxodo acadiano de Nueva Escocia. La población creció hasta alcanzar casi los 5000 habitantes a finales de la década de 1740 y principios de la de 1750, ya que los acadianos de Nueva Escocia huyeron a la isla durante el éxodo acadiano y las posteriores expulsiones ordenadas por los británicos a partir de 1755.
Las hostilidades entre las fuerzas coloniales británicas y francesas se reanudaron en 1754, aunque no se emitieron declaraciones formales de guerra hasta 1756. Tras la derrota de las fuerzas francesas en el asedio de Louisbourg, los británicos llevaron a cabo una campaña militar en la isla Saint-Jean (ahora Isla del Príncipe Eduardo) para asegurar la isla. La campaña fue dirigida por el coronel Andrew Rollo bajo las órdenes del general Jeffery Amherst. Las campañas siguientes supusieron la deportación de la mayoría de los acadianos de la isla. Muchos acadianos murieron durante la expulsión en su camino hacia Francia; el 13 de diciembre de 1758, el barco de transporte Duke William se hundió y murieron 364 personas. Un día antes, el Violet se hundió y murieron 280 personas; varios días después, el Ruby se hundió con 213 personas a bordo. Los franceses cedieron formalmente la isla y la mayor parte de Nueva Francia a los británicos en el Tratado de París de 1763.
La deportación de la isla Saint-Jean tuvo lugar tras el asedio de Louisbourg. La deportación fue ordenada por el almirante inglés Edward Boscawen y encargada al teniente coronel Andrew Rollo. Tras la caída del asentamiento francés de Port-LaJoye el 17 de agosto de 1758, los británicos construyeron el fuerte Amherst. Al haberse subestimado la población de la isla, fueron necesarias tres oleadas sucesivas de deportación, aunque la tercera no logró capturar a nadie. Algunos prisioneros pasaron por Louisbourg. Los militares y los miembros de la administración fueron enviados a Inglaterra y los civiles a Francia. Muchos habitantes lograron escapar, en particular con la ayuda de los micmacs y del marinero acadio Nicolas Gautier. Las personas que permanecieron en la isla pronto sufrieron hambruna. Varios deportados permanecieron prisioneros en Inglaterra hasta 1763.
Pocos historiadores han estudiado en profundidad los acontecimientos y varios, entre ellos Henri-Raymond Casgrain, han contribuido a difundir mitos sobre el tema. Además, las acusaciones de scalping siguen dividiendo a los historiadores. Por otra parte, se desconoce con precisión el número de personas afectadas por la deportación. Sin embargo, el historiador Earle Lockerby estima que, de los 4700 habitantes, 3100 fueron deportados, entre 1400 y 1500 huyeron de la isla y entre 100 y 200 permanecieron allí. Entre los deportados, unos 1649 murieron a bordo de los barcos o tras la travesía, en su mayoría por enfermedades o desnutrición, pero también por naufragios. El Mary se vio especialmente afectado por las enfermedades, mientras que al menos tres barcos, el Duke William, el Ruby y el Violet, naufragaron. A pesar de todo, los deportados de la isla de Saint-Jean recibieron un trato mejor que los demás deportados. La deportación de la isla de Saint-Jean se conmemora el 13 de diciembre con el Día del Recuerdo Acadiano (Jour du souvenir acadien).

### Colonia Británica
La nueva colonia de St. John's Islands quedó prácticamente desierta tras el fin de las hostilidades, salvo por la presencia de un fuerte inglés. Con el fin de atraer personas a la región al menor costo posible, el capitán Samuel Holland, del tesoro real de Inglaterra, propuso al Departamento de Comercio y Agricultura que se llevase a cabo en la región una expedición científica, a fin de alentar el asentamiento y la actividad pesquera, tanto en la isla como en el resto de las colonias británicas en América del Norte, y especialmente en los territorios recién conquistados a Francia (Acadia y Nueva Francia).
La exploración se llevó a cabo entre 1764 y 1766, y durante este tiempo se fundaron tres condados, cada uno de aproximadamente dos mil km². Cada condado fue subdividido en cinco partidos, de 400 km² cada uno. Cada condado tenía su cabecera, mientras que el resto del territorio fue dividido en 67 lotes diferentes, cada uno con aproximadamente 80 km². Posteriormente, se subastaron entre la nobleza británica.

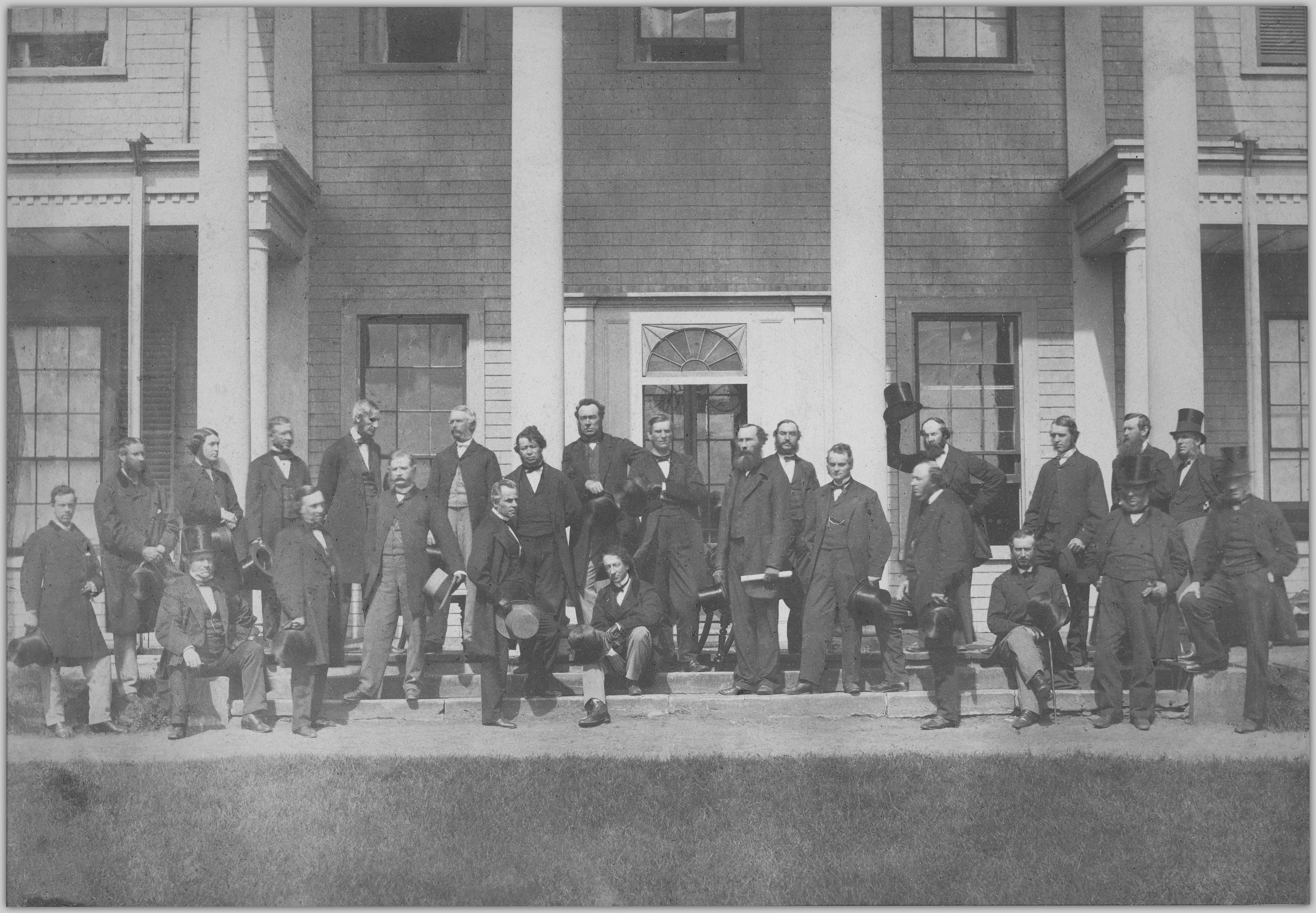
Miembros de la Conferencia de Charlottetown, una Reunión para debatir sobre la Confederación Canadiense, frente a la Casa de Gobierno en 1864.

Los nuevos propietarios de los lotes deberían reclutar a su vez nuevos contratistas, así como financiar el traslado de estos desde Inglaterra (o desde cualquier colonia de esta) hasta la isla. A su vez, estos tendrían la obligación de aportar con mano de obra en los trabajos forestales de la región y, asimismo, pagar una tasa anual a sus señores.
En 1798, Gran Bretaña cambió el nombre de la colonia de Isla San Juan a isla del Príncipe Eduardo, para distinguirla de otras posesiones suyas en el Canadá Atlántico, como las ciudades Saint John (Nuevo Brunswick) y St. John's (Terranova). El nuevo nombre de la colonia homenajeaba al príncipe Eduardo, duque de Kent, el cuarto hijo del rey Jorge III del Reino Unido. Eduardo por entonces comandaba las tropas británicas en Halifax.
Durante la década de 1840, los habitantes de la isla del Príncipe Eduardo comenzaron a exigir una mayor autonomía política. El Reino Unido cedió a la presión en 1851, dando a la isla total control sobre el gobierno en asuntos internos.
En septiembre de 1864, la isla del Príncipe Eduardo fue sede de la Conferencia de Charlottetown, que fue el primero de una serie de encuentros que llevaron a la creación de los Artículos de la Confederación de Canadá, en 1864 - firmada por Ontario, Quebec, Nuevo Brunswick y Nueva Escocia. Sin embargo, la isla del Príncipe Eduardo, junto con Terranova y Labrador, no estuvieron de acuerdo con los términos de la Confederación y se negaron a entrar en ella. A fines de la década de 1860, aún como colonia británica, políticos de la isla del Príncipe Eduardo barajaban varias posibilidades: volverse independientes, unirse a Canadá o a los Estados Unidos, o continuar siendo una colonia británica. Finalmente, la isla decidiría unirse a Canadá en 1873.

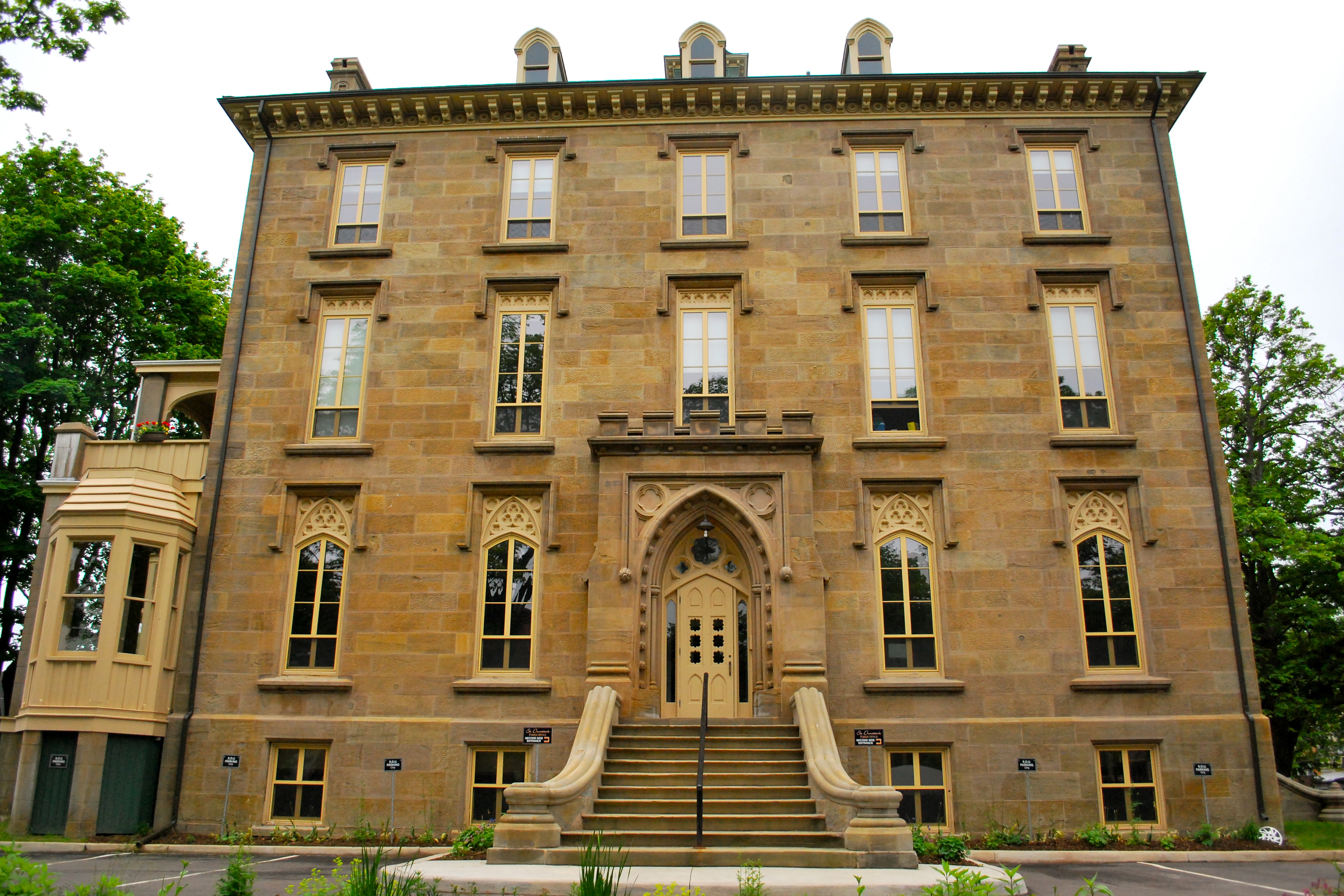
La Residencia del Obispo (The Bishop's Residence) fue construida entre 1872 y 1875 y esta protegida como Sitio histórico de Canadá desde 1979

A principios de la década de 1870, la isla del Príncipe Eduardo inició la construcción de un ferrocarril, pero rápidamente comenzó a endeudarse. No queriendo responsabilizarse por el pago de la deuda contraída, Inglaterra presionó a su colonia para que nuevamente entablase negociaciones con la Confederación Canadiense. En 1873, el entonces primer ministro de Canadá, John Alexander Macdonald, intentando detener a cualquier precio el peligro que representaba el expansionismo estadounidense, propuso como solución al problema los siguientes términos: Canadá pagaría las deudas contraídas por la isla del Príncipe Eduardo, compraría todos los lotes que restasen en ella y, también, proporcionaría transporte adecuado entre la isla y el continente; pero ésta, a cambio, tendría que unirse a la Confederación. De este modo, la Colonia aceptó los términos y entró a formar parte de la Confederación Canadiense el 1 de julio de 1873.
Durante las primeras décadas como provincia canadiense, la población de la isla creció gradualmente. Sin embargo, se hizo claro que los establecimientos industriales y comerciales de la provincia no estaban en condiciones de competir con los productos más baratos producidos en las otras provincias de Canadá (principalmente en Ontario y Quebec). La agricultura y la pesca eran las principales fuentes de ingreso de la provincia, pero ni siquiera estos dos sectores podían competir con la industria pesquera de Nuevo Brunswick o de Nueva Escocia, o contra la industria agropecuaria del interior canadiense.

### Desde elsigloXX

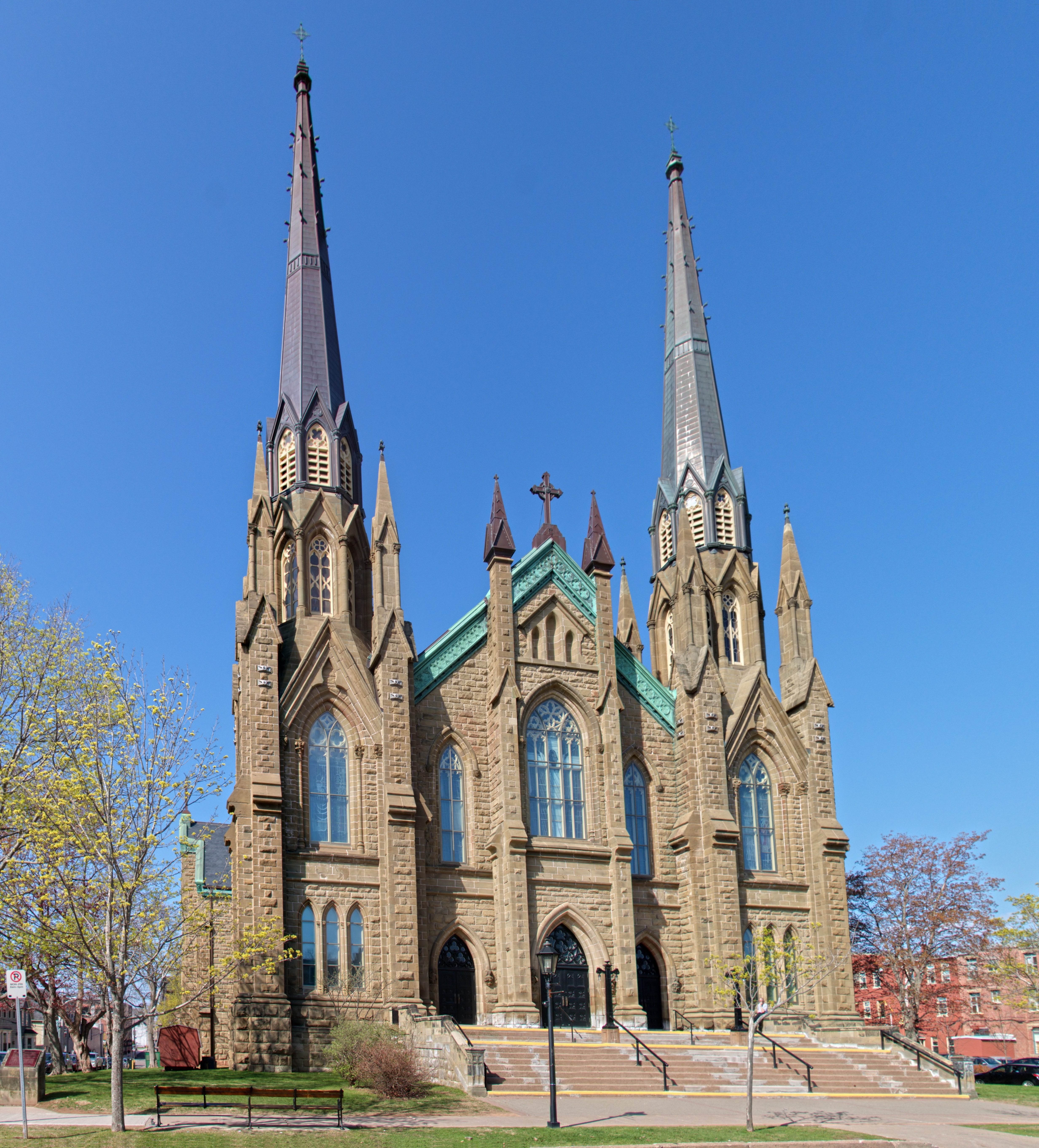
La Catedral Basílica de San Dunstán fue terminada en 1919, es un ejemplo del Estilo arquitectónico neogótico y sitio histórico de Canadá desde 1990

La provincia se hizo cada vez más dependiente de la ayuda financiera del gobierno canadiense, y su población comenzó a decaer gradualmente en número a partir de la década de 1890. Durante las décadas de 1920 y 1930, la provincia tuvo que gastar más en educación, salud pública y asistencia social y financiera, lo que, a pesar de haber frenado el descenso poblacional de la Isla, aumentó sus problemas financieros. La Gran Depresión de los años 30 solamente vino a agravar la situación financiera de la provincia en su conjunto, que había sido hasta entonces solo precaria, durante las primeras décadas del siglo XX - con excepción de un breve período, durante los años de la Primera Guerra Mundial.
La isla del Príncipe Eduardo recibió mayor ayuda financiera del gobierno canadiense a partir del inicio de la década de 1940. Esto, aunado a la Segunda Guerra Mundial, generó que diversos servicios públicos, tales como transportes y educación, fuesen drásticamente mejorados; así como que hubiese una recuperación de la industria agraria. Con esto, la isla del Príncipe Eduardo registró su primer período de crecimiento poblacional, desde el censo nacional de 1891. Desde el inicio de la década de 1940, la población de la provincia ha solamente crecido, aunque muy lentamente, siendo así que fue apenas, durante el inicio de la década de 1970, que la población de la Isla del Príncipe Eduardo superó la que tenía la provincia en 1891.

El gobierno de la Isla del Príncipe Eduardo, en coordinación con el gobierno canadiense, invirtió aún más en educación y en transportes. Para entonces, el turismo ya se había convertido en una de las principales fuentes de ingreso. Además, en 1969, la provincia intentó revitalizar su economía a través de diversos actos, los cuales fracasaron en su objetivo; así que el gobierno de la isla del Príncipe Eduardo volvió, durante la década de 1980, a dar mayor atención a sus principales sectores económicos: la agricultura, la pesca y a un fuerte turismo en crecimiento. En 1997, el Puente de la Confederación fue inaugurado, ofreciendo a la provincia una conexión directa con el resto del continente e incentivando así el turismo. Esto ayudó a colocar el turismo en la segunda posición como fuente de ingreso de la provincia, atrás solamente de la agricultura.

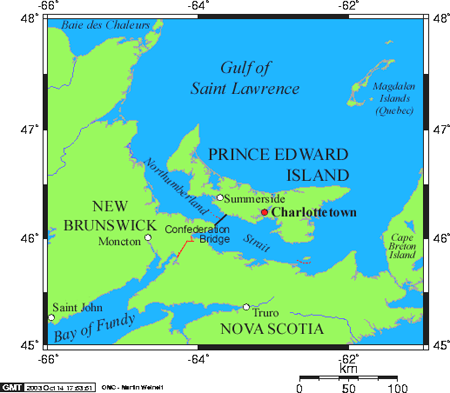
Mapa de la Isla del Príncipe Eduardo.

## Geografía
La isla se conoce como el Jardín del Golfo, ya que la isla se encuentra en el golfo de San Lorenzo, al oeste de la Isla de Cabo Bretón, al norte de la península de Nueva Escocia, y al este de Nuevo Brunswick. Las costas del sur forman el Estrecho de Northumberland. La isla cuenta con dos zonas urbanas. La más grande se centra en el puerto de Charlottetown, ubicada en medio de la costa del sur; consiste en la capital, Charlottetown, varias comunidades residenciales como Cornwall y Stratford, y una franja cada vez más ancha de urbanizaciones y desarrollo urbano. Otra zona urbana se centra en el puerto de Summerside, ubicada en la costa del sur 40 km (25 mi) al oeste del puerto de Charlottetown; consiste ante todo en la ciudad de Summerside. Estos puertos, como todos los puertos naturales de la isla, son creados por rías.

### Clima
La isla del Príncipe Eduardo, debido a su localización (rodeada por grandes cuerpos de agua) posee un clima más estable y ameno que el resto del país, por lo cual, el tiempo con el que cuenta la provincia también es muy estable, con condiciones climáticas que poco varían durante un día dado.

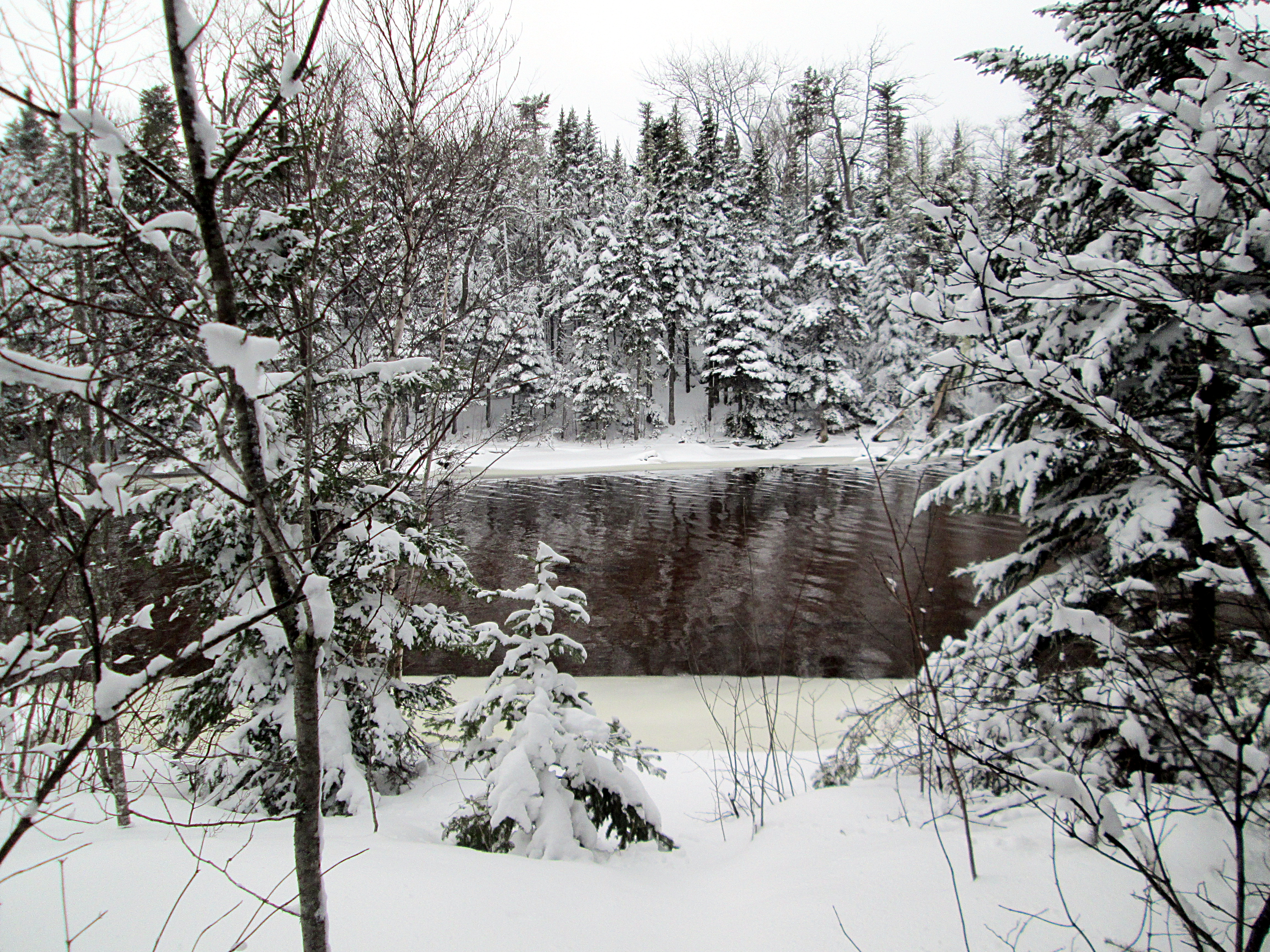
Invierno en la Isla del Príncipe Eduardo

Por otra parte, su pequeño tamaño hace que el clima sea en gran medida homogéneo en toda la provincia. La región oeste de la isla posee temperaturas levemente más bajas durante el invierno y más altas en el verano, en relación con la región este, debido a su mayor proximidad con el cuerpo principal del continente.
Durante el invierno, la isla del Príncipe Eduardo posee una temperatura media de -7°C. La media de las mínimas es de -12 °C y la media de las máximas, de -3 °C. La temperatura más baja que se haya registrado en la provincia es de -37 °C, ocurrida en Alberton, el 26 de enero de 1884. Durante el verano, posee una temperatura media de 19 °C. La media de las mínimas es de 13 °C y la media de las máximas, de 22 °C. Y, a su vez, la temperatura más alta que se haya registrado en la provincia es de 37 °C, ocurrida en Charlottetown, el 19 de agosto de 1935. Su tasa de precipitación media anual de lluvia es de 111 centímetros, mientras que la de nieve es de 276 centímetros.

### Topografía

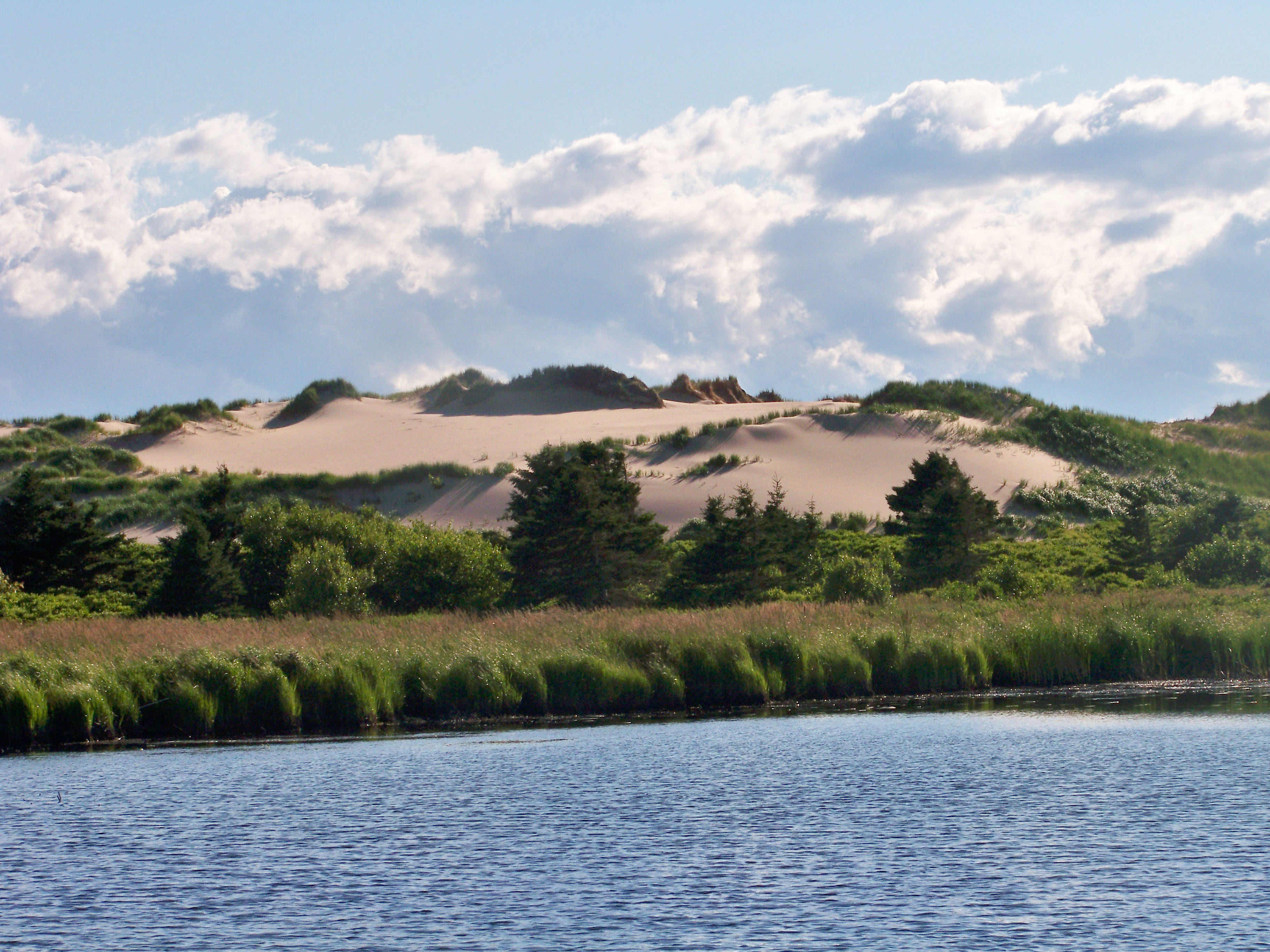
Dunas de Arena en Greenwich

La provincia ocupa toda la isla del mismo nombre, así como algunas islas menores. La Isla del Príncipe Eduardo está rodeada por todos lados por el golfo de San Lorenzo. Al sur-suroeste se encuentra el estrecho de Northumberland (parte del golfo), que la separa de las provincias de Nuevo Brunswick y Nueva Escocia. La isla tiene forma de media luna, mide 224 kilómetros de largo, pero su anchura varía entre 4 y 60 kilómetros. Con una superficie de 5660 kilómetros cuadrados, es la provincia más pequeña de Canadá; su superficie representa solo el 0,056 % de la del país. A modo de comparación, la provincia es ligeramente más pequeña que Brunei, el 161º país más grande del mundo.
El punto más alto de la isla es una colina sin nombre del condado de Queens, con 142 metros de altitud. El relieve es llano en el este, pero accidentado en el centro e incluso montañoso en el oeste. La costa está muy influenciada por las mareas. En la costa norte, las largas dunas de arena atraen a los turistas, aunque a veces dificultan el acceso a los puertos pesqueros.

### Geología

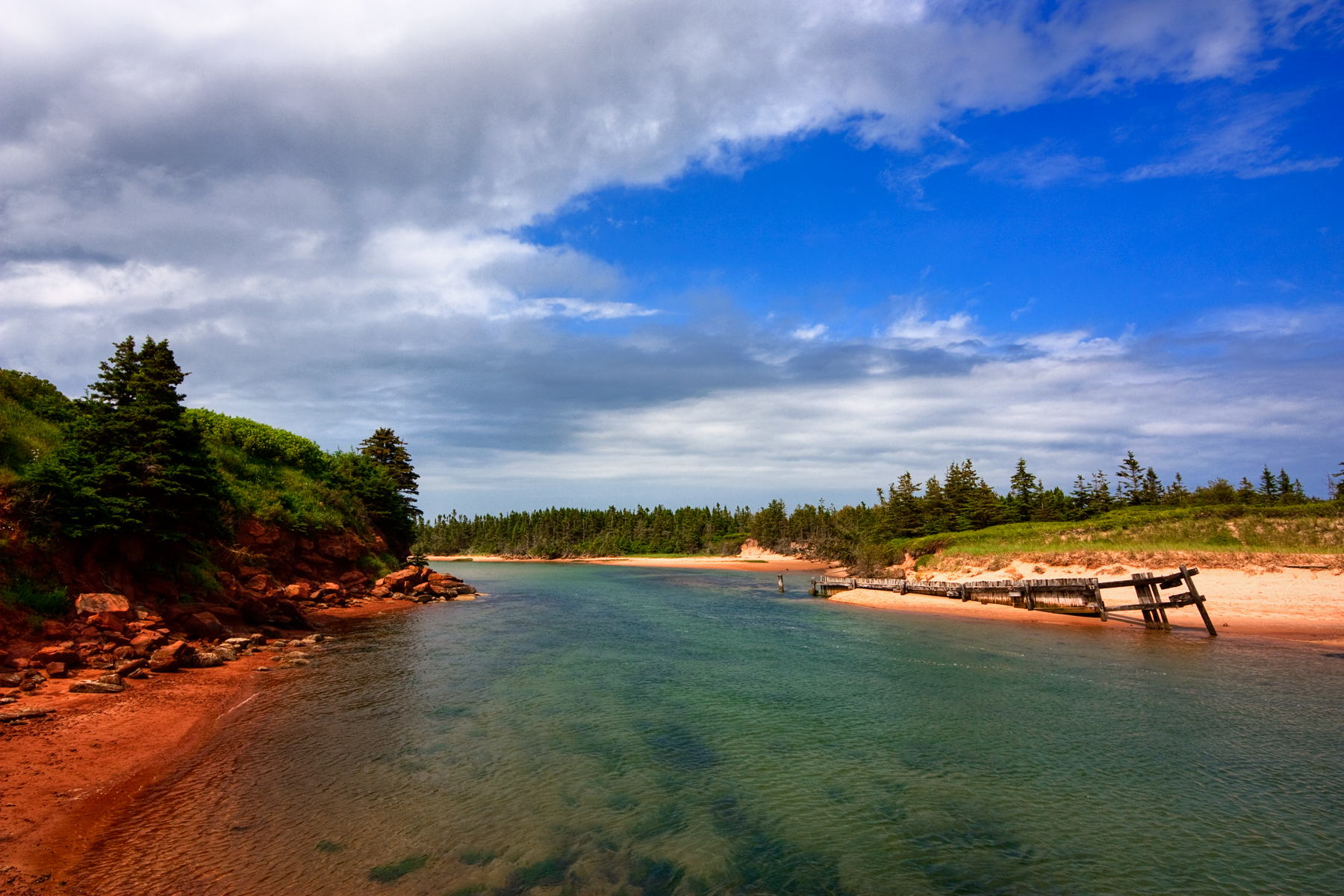
Una de las playas de la Isla

Hace entre 250 y 300 millones de años, las corrientes de agua dulce que fluían desde las antiguas montañas trajeron limo, arena y grava a lo que hoy es el golfo de San Lorenzo. Estos sedimentos se acumularon formando una cuenca sedimentaria y constituyen el lecho rocoso de la isla. Cuando los glaciares del Pleistoceno retrocedieron hace unos 15.000 años, quedaron restos glaciares como el till, que cubrieron la mayor parte de la zona que se convertiría en la isla. Esta zona estaba conectada al continente por una franja de tierra, pero cuando el nivel del océano subió al derretirse los glaciares, esta franja de tierra se inundó, formando la isla. Cuando la tierra se recuperó del peso del hielo, la isla se levantó para elevarse más del agua circundante.
La mayor parte del lecho rocoso de la Isla del Príncipe Eduardo se compone de arenisca roja, perteneciente al Grupo Pictou, de edad pérmica.
Aunque no se han encontrado yacimientos comerciales de minerales, en la década de 1940 se realizaron prospecciones de gas natural bajo el extremo noreste de la provincia que dieron como resultado el descubrimiento de una cantidad no revelada de gas. El gobierno declaró que la isla sólo tenía 0,08 tcf de gas natural «técnicamente recuperable». 

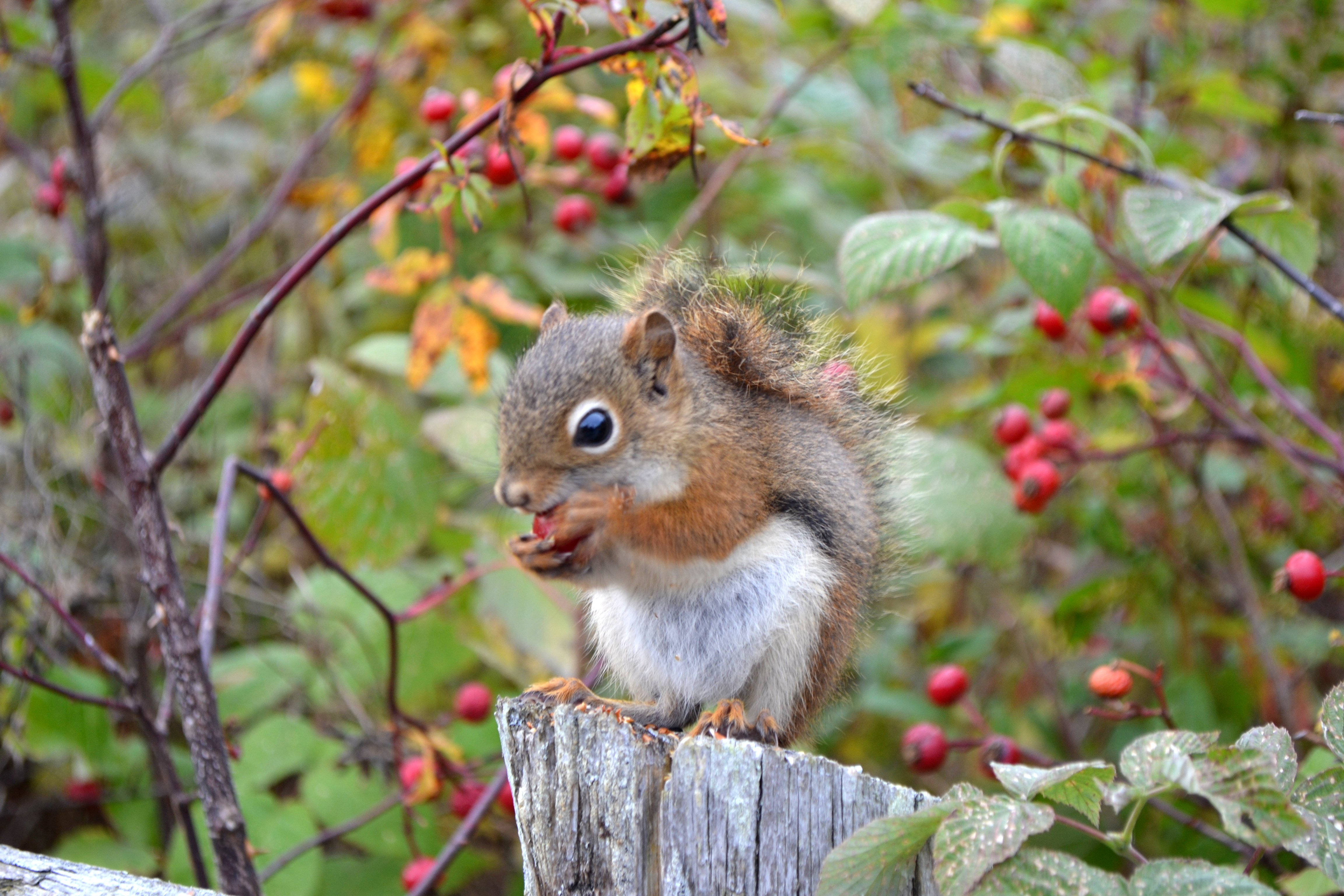
Ardilla roja (Tamiasciurus hudsonicus) en Greenwich

Se han perforado 20 pozos de exploración de recursos de hidrocarburos en la Isla del Príncipe Eduardo y en alta mar. El primer pozo del que se tiene constancia fue el n.º 1 de Hillsborough, perforado en el puerto de Charlottetown en 1944 (el primer pozo mar adentro del mundo), y el más reciente fue el n.º 1 de New Harmony en 2007. Desde el resurgimiento de la exploración a mediados de los noventa, todos los pozos que han mostrado yacimientos prometedores de gas se han estimulado mediante fractura hidráulica o «fracking». Todas las actividades de exploración y explotación de petróleo y gas natural en la isla se rigen por la Ley de Petróleo y Gas Natural R.S.P.E.I. 1988, Cap. 0-5 y sus reglamentos y órdenes asociados. 0-5 y sus reglamentos y órdenes asociados.

### Fauna y flora
El bosque cubre el 50 % de la superficie de la provincia, pero el bosque primario, compuesto principalmente por abetos, pinos balsámicos y arces rojos, solo ocupa 290 000 hectáreas. Tres siglos de colonización, a los que se suman las enfermedades y los incendios forestales, han hecho desaparecer casi por completo el bosque original, que estaba compuesto por hayas, abedules amarillos, arces, robles y pinos blancos americanos.

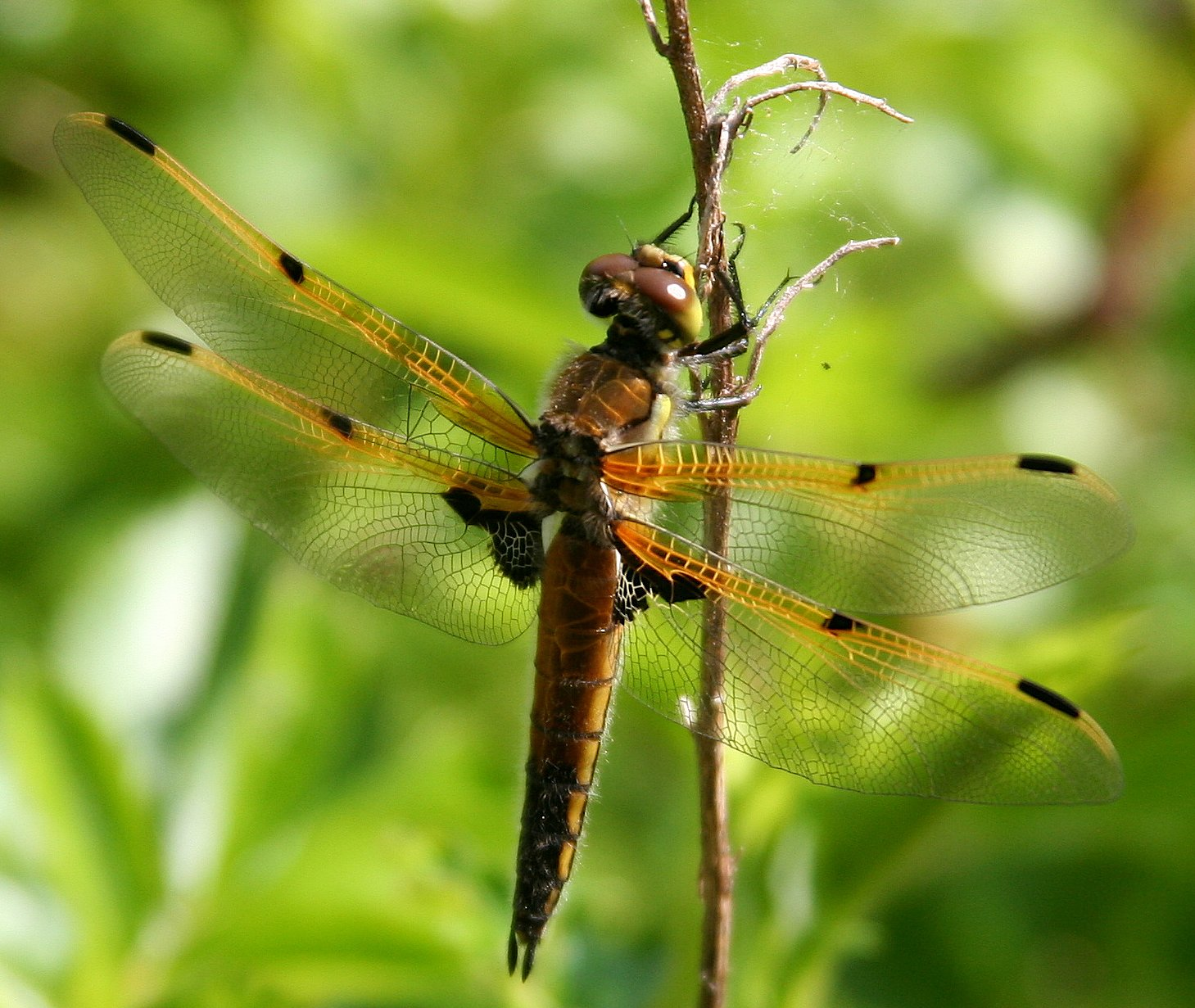
Libélula de cuatro puntos (Libellula quadrimaculata) en el Parque nacional Isla del Príncipe Eduardo

La isla del Príncipe Eduardo tiene una fauna muy variada que incluye, entre otros, castores, ratas almizcleras, visones americanos, zorros rojos, ardillas, liebres americanas, mofetas rayadas y coyotes. El territorio también es rico en especies marinas.
La preservación del medio ambiente se ha convertido en un tema importante en la isla. La eliminación de los setos, el uso de fertilizantes químicos, la mecanización y la sobreproducción agrícola en general causan una importante erosión de las tierras cultivables, lo que conduce a la sedimentación de los puertos y cursos de agua[3]. Sin embargo, se han llevado a cabo algunas reforestaciones.
La Comisión Forestal de la Isla del Príncipe Eduardo recomienda medidas para reforzar la resistencia de los bosques frente a las tormentas, en particular diversificando las especies de árboles y mejorando la gestión de los recursos forestales, tras los daños causados por las tormentas Fiona y Dorian.

Las ballenas francas del Atlántico Norte, una de las especies de ballenas más raras, se consideraban visitantes poco frecuentes del río San Lorenzo hasta 1994. Desde entonces se ha producido un aumento espectacular de su número: frente a las costas de Percé en 1995, un aumento progresivo en todas las regiones desde 1998, alrededor de Cabo Bretón desde 2014 y en la Isla del Príncipe Eduardo, donde se observaron entre 35 y 40 ballenas en 2015.

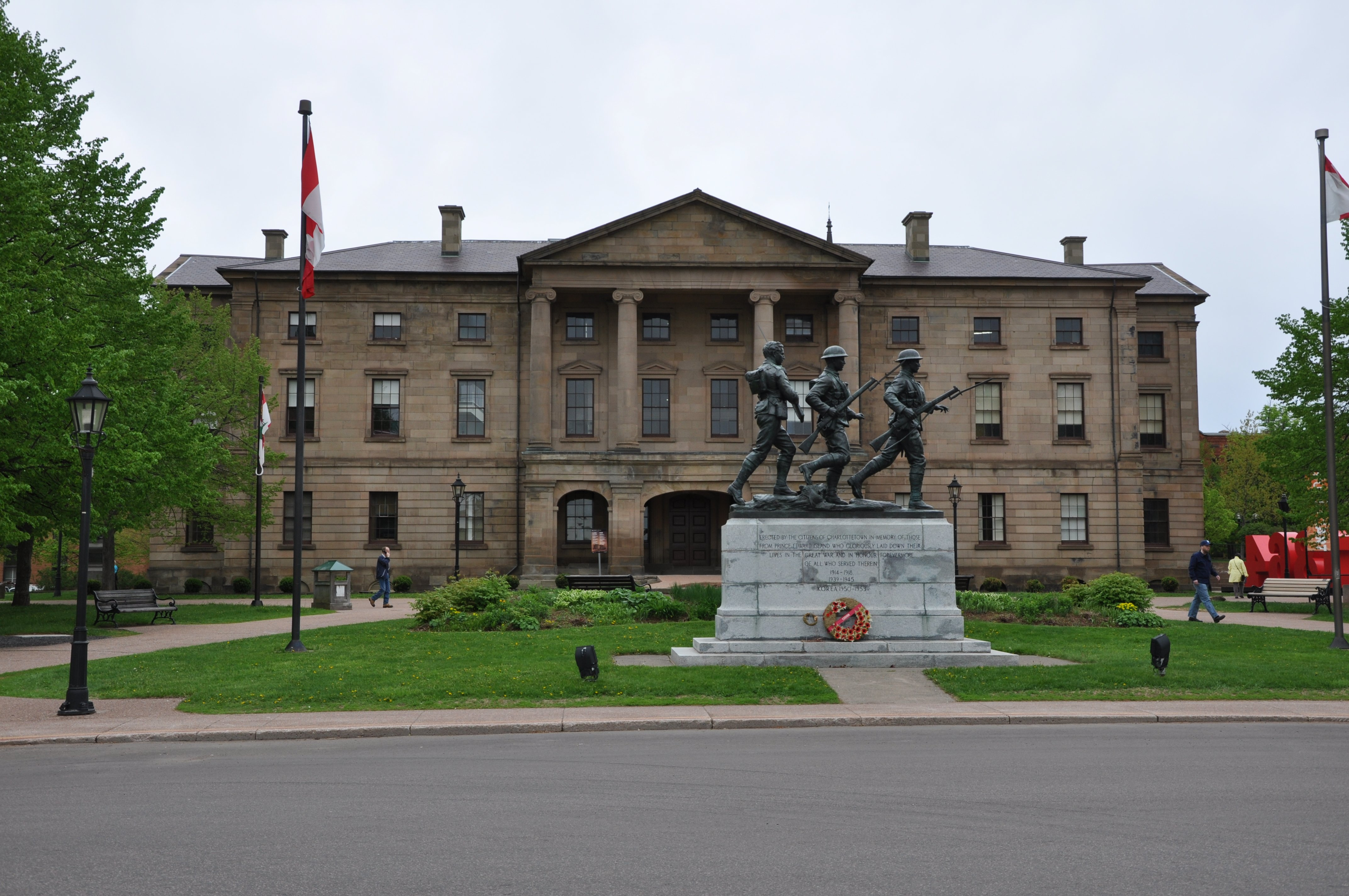
La Casa Provincial (Province House) alberga la Asamblea Legislativa de la Isla del Príncipe Eduardo.

## Política y gobierno
Históricamente, el Partido Liberal de Canadá ha dominado la política de la Isla del Príncipe Eduardo. Más de la mitad de los gobernadores de la provincia han sido liberales y, consecuentemente, más de la mitad de los gobiernos provinciales han sido dominados por una Asamblea compuesta por una mayoría liberal. Los liberales ocupan actualmente los cuatro escaños que a la provincia le corresponden en la Cámara de los Comunes.

Cuando entró a la Confederación, la representación parlamentaria de la provincia era de seis escaños en la Cámara de los Comunes y de cuatro en el Senado. Sin embargo, a medida que el tiempo fue pasando, la población de la provincia no creció proporcionalmente en relación con el crecimiento de la del resto del país - especialmente la del oeste de Canadá -, por lo cual disminuyó el número de representantes en la Cámara de los Comunes a cuatro.

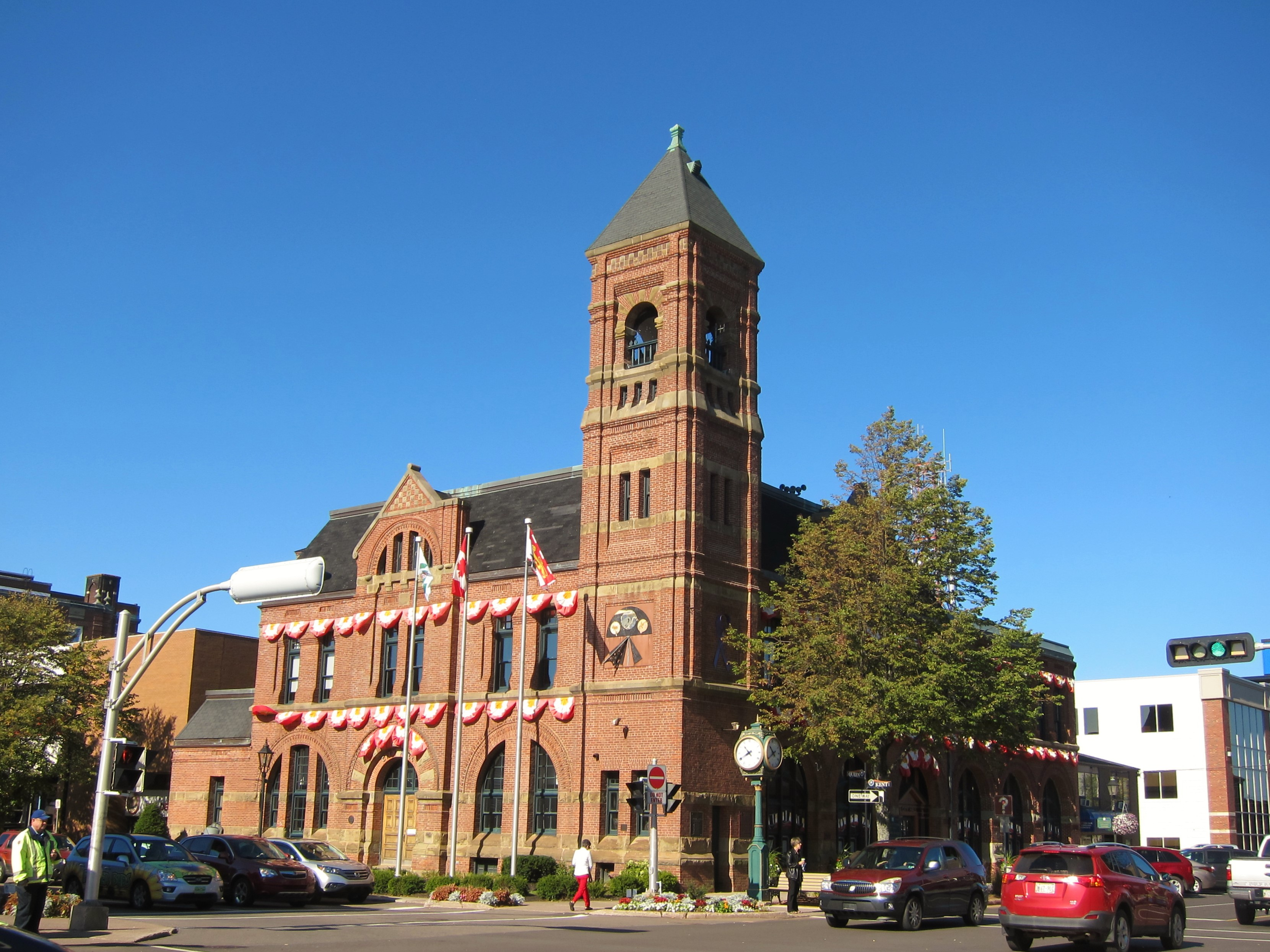
Sede del Ayuntamiento o Alcadlía de Charlottetown la capital de la isla

La gran mayoría de las localidades de la provincia son administradas por un alcalde y por un consejo municipal. Cerca del 60% de los ingresos que percibe el gobierno de la provincia son por concepto de impuestos. El resto proviene de los ingresos recibidos del gobierno federal y de empréstitos.

### Poder Ejecutivo
El teniente-gobernador representa a Rey Carlos III como jefe de la Isla del Príncipe Eduardo. El jefe del gobierno en práctica, y también el mayor oficial del poder ejecutivo de la provincia, es el premier, o primer ministro. El premier es quien encabeza el partido político con más escaños en la Asamblea Legislativa; preside un Consejo Ejecutivo, que es el gabinete de la provincia. Hay unos 25 diferentes ministros en el gabinete, como el ministro de Educación, el ministro de Economía, el ministro de Trabajo, etc. Los ministros renuncian sus posiciones si el gabinete pierde el apoyo de la mayoría de los miembros del parlamento.

### Poder Legislativo

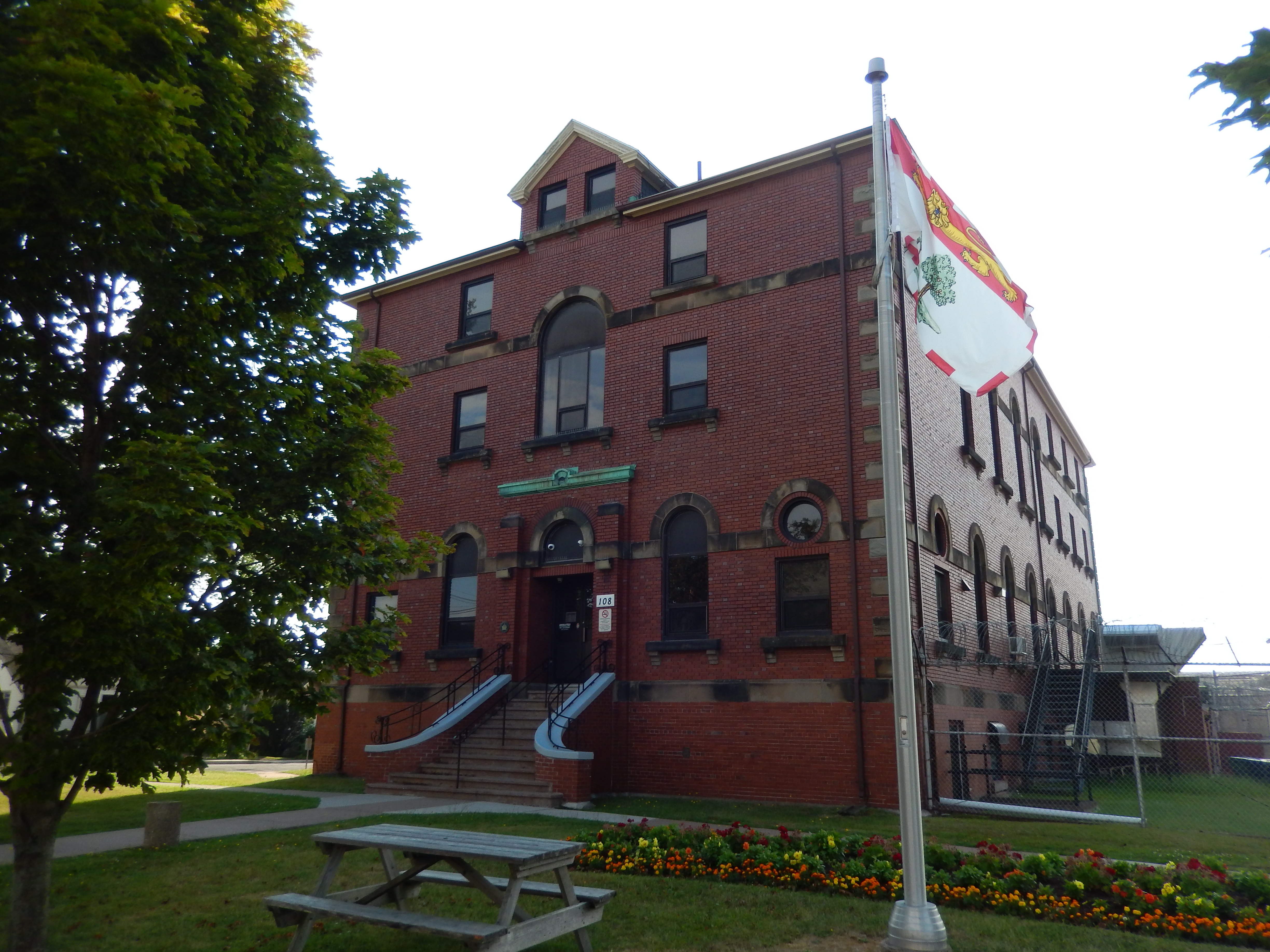
Tribunal del Condado de Prince

El Poder Legislativo de la Isla del Príncipe Eduardo es la Asamblea Legislativa, la cual está compuesta por 27 miembros. Cada uno de ellos es elegido por la población de uno de los 27 distritos electorales de la provincia, para mandatos de hasta cuatro años de duración. Si el Teniente-Gobernador disolviere la Asamblea antes de estos cinco años, a petición del gobernador, se convocará a nuevas elecciones. No hay límite de términos que una persona puede ejercer.

### Poder Judicial
La corte más alta es la Corte Suprema de la Isla del Príncipe Eduardo, compuesta por nueve jueces. Estos jueces son nombrados por el primer ministro de la provincia y aprobada simbólicamente por el teniente-gobernador. Una vez escogidos, los jueces de la corte pueden ejercer sus oficios hasta los 75 años de edad.

## Demografía
Según el censo nacional canadiense de 2006, la población de la Isla del Príncipe Eduardo era de 138 519 habitantes, un crecimiento de 2,4% sobre la población de la provincia en relación con 2001, que era estimada en 135 294 habitantes.

### Razas y etnias
Entre las diez provincias de Canadá, la Isla del Príncipe Eduardo es la provincia de población más densa. Hay sin embargo 32 ciudades canadienses con más habitantes que la Isla del Príncipe Eduardo. Según el censo canadiense de 2001, el mayor grupo étnico de la provincia son los escoceses (38,0%), seguidos por los ingleses (28,7%), irlandeses (27,9%), franceses (21,3%), alemanes (4,0%), y neerlandeses (3,1%). Casi la mitad de los respondientes se identificaron sencillamente como "canadienses".
Composición racial de la población de la Isla del Príncipe Eduardo:
- 98,2% Blancos
- 1% Micmacs
- 0,2% Afro-canadienses
- 0,1% Chinos
- 0,5% Otros

### Religión

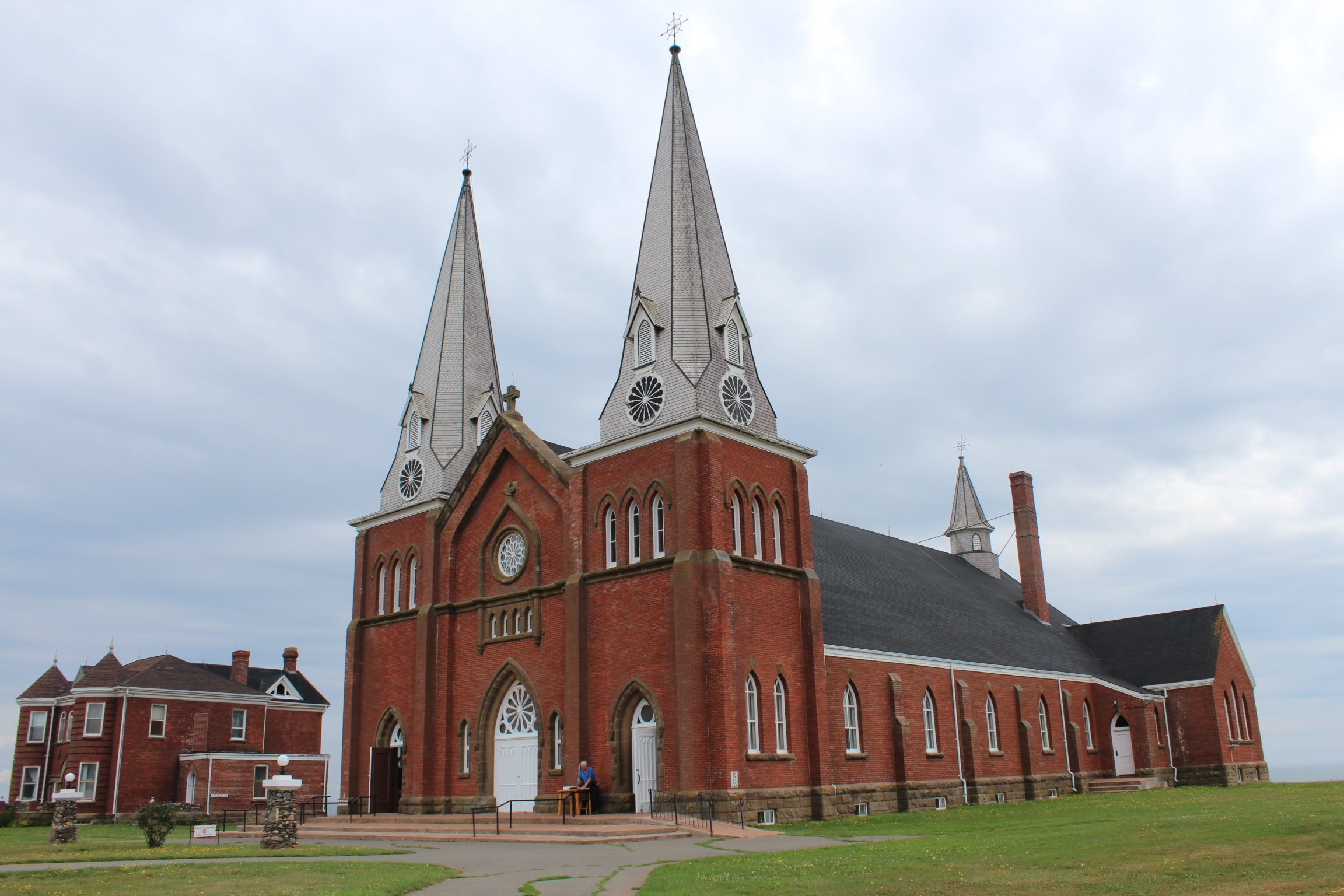
Iglesia de Nuestra Señora del Monte Carmelo y su Presbiterio (L'église Notre-Dame-du-Mont-Carmel)

Según el censo de 2021, los grupos religiosos en la Isla del Príncipe Eduardo incluían:
- Cristianismo (101 755 personas o el 67,6 %)
- Irreligión (42 830 personas o el 28,5 %)
- Islam (1720 personas, es decir, el 1,1 %)
- Hinduismo (1245 personas, es decir, el 0,8 %)
- Sijismo (1165 personas, es decir, el 0,8 %)
- Budismo (755 personas, es decir, el 0,5 %)
- Judaísmo (165 personas, es decir, el 0,1 %)
- Espiritualidad indígena (75 personas, menos del 0,1 %)
- Catedral Anglicana de San Pedro en CharlottetownOtros (765 personas, 0,5 %)

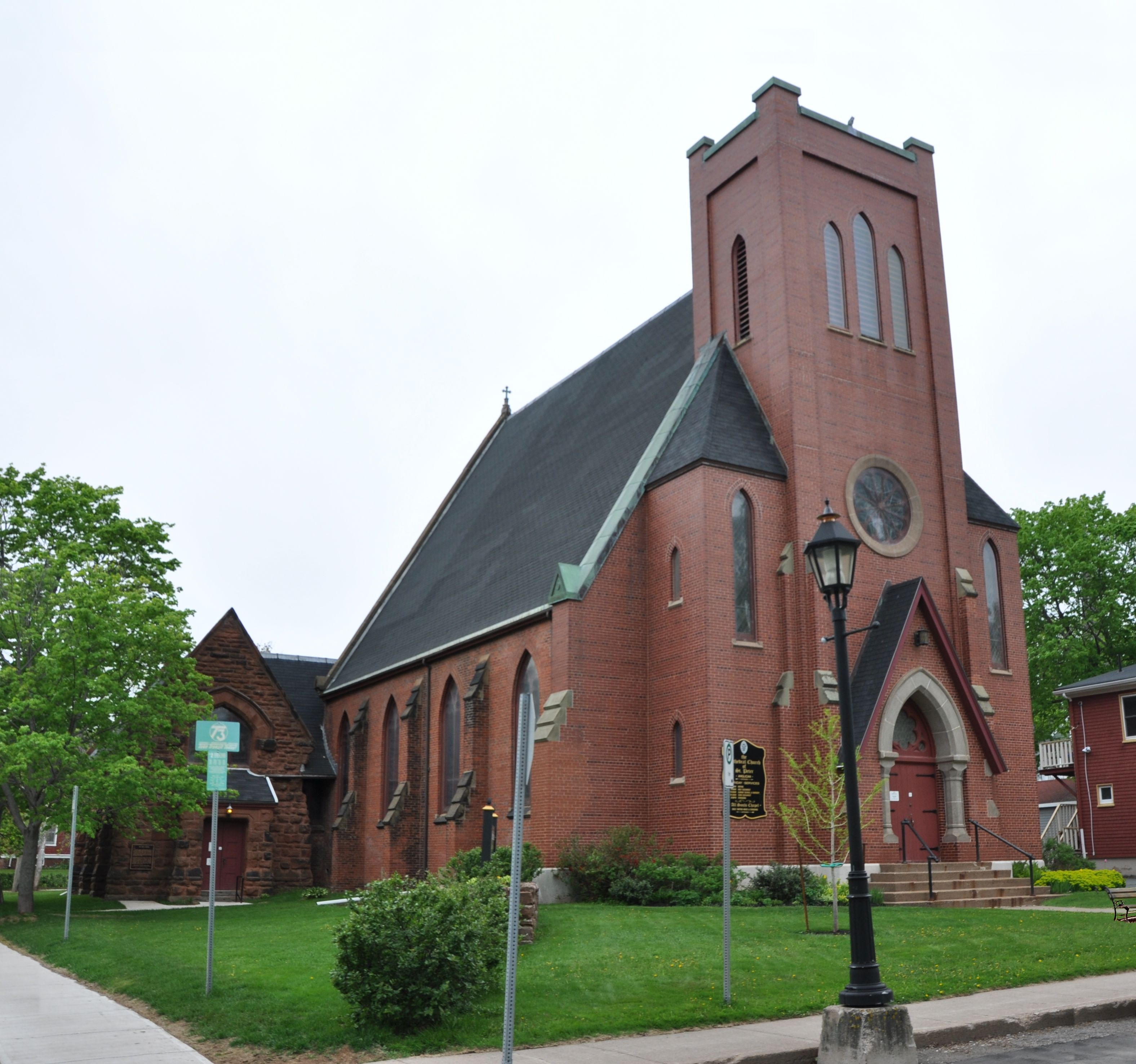
Catedral Anglicana de San Pedro en Charlottetown

Tradicionalmente, la población desde la llegada de los Europeos ha sido mayoritariamente cristiana y se ha dividido a partes iguales entre la Iglesia Católica y diversas denominaciones protestantes. El censo de 2001 indicaba que el número de fieles de la Iglesia católica era de 63 240 (47 %) y el de diversas iglesias protestantes, de 57 805 (43 %). 
Esto incluía a la Iglesia Unida de Canadá con 26 570 (20 %); la Iglesia Presbiteriana con 7885 (6 %) y la Iglesia Anglicana de Canadá con 6525 (5 %); los que no profesaban ninguna religión se encontraban entre los más bajos de las provincias, con 8705 (6,5 %). Si se tiene en cuenta que los fundadores de la Iglesia Unida de Canadá eran en su mayoría presbiterianos de la Isla del Príncipe Eduardo, la isla tiene uno de los porcentajes más altos de presbiterianos del país. Desde 2016 hay dos asentamientos amish en la Isla del Príncipe Eduardo.

## División administrativa

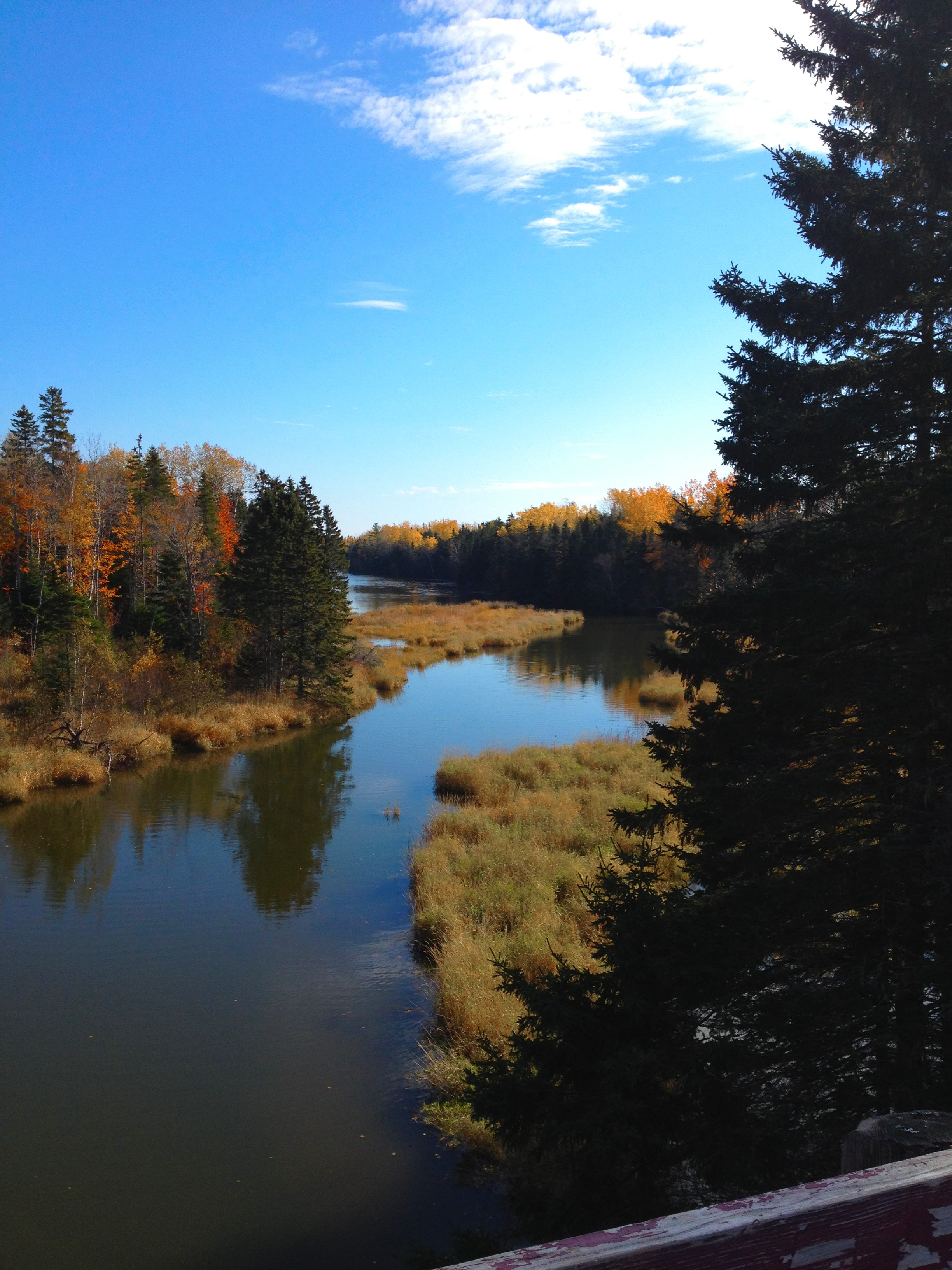
El Río Brudenell en el Condado de Kings

La provincia está dividida en 3 condados:
- Condado de Kings
- Condado de Prince
- Condado de Queens

### Principales ciudades
La Isla del Príncipe Eduardo posee apenas dos ciudades primarias (cities): Charlottetown y Summerside. La provincia también tiene otras siete ciudades secundarias (towns): Stratford, Cornwall, Montague, Kensington, Souris, Alberton y Georgetown.
10 mayores municipalidades de la provincia
| Municipalidad | 2001   | 1996   |
| ------------- | ------ | ------ |
| Charlottetown | 32 245 | 32 531 |
| Summerside    | 14 654 | 15 525 |
| Stratford     | 6 314  | 5 869  |
| Cornwall      | 4 412  | 4 291  |
| Lot 34        | 2 344  | 2 180  |
| Montague      | 1 945  | 1 995  |
| Lot 1         | 1 900  | 1 936  |
| Lot 65        | 1 829  | 1 595  |
| Lot 19        | 1 775  | 1 759  |
| Lot 2         | 1 720  | 1 766  |

## Economía

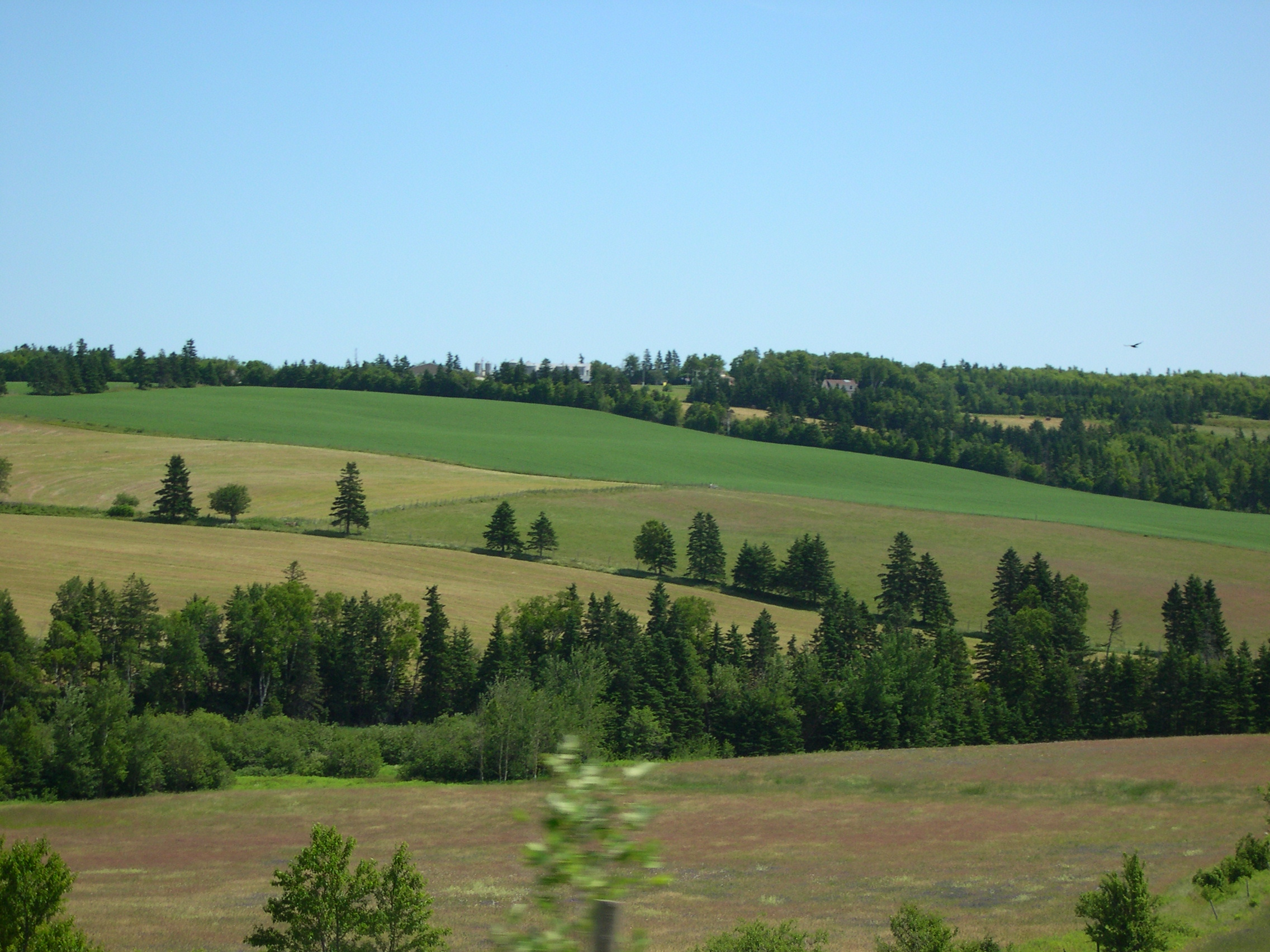
Vista de los campos de la Isla del Príncipe Eduardo.

La economía de la Isla del Príncipe Eduardo está basada principalmente en la agricultura, el turismo y la pesca. Todas estas actividades tienen grandes variaciones a lo largo del año y son susceptibles a impactos externos como, por ejemplo, desastres naturales y depresiones económicas. Esta provincia es extremamente pobre en recursos naturales, como minerales, no obstante, existen cantidades todavía no determinadas de gas natural en su parte oriental.
La agricultura es la mayor fuente de ingreso de la economía de la provincia desde que esta fue colonizada por los ingleses - actualmente, la papa es el vegetal más cultivado en la provincia. La Isla del Príncipe Eduardo es el mayor productor de patatas de Canadá - es responsable por un tercio de la producción anual canadiense. Cerca de 1,3 billones de kilos de patatas son producidas anualmente en la provincia, que es también gran productora de semillas de patatas, que son exportadas a más de 20 países alrededor del mundo.
El turismo es la segunda mayor fuente de ingreso de la Isla del Príncipe Eduardo, habiendo superado en importancia a la pesca a mediados del siglo XX. Las principales atracciones turísticas son sus playas, pistas de golf y las atracciones y eventos locales. La estación más dinámica es el verano - meses de julio y agosto - pese a un crecimiento del número de turistas norteamericanos en septiembre y en octubre en la provincia (así como en Nuevo Brunswick y Nueva Escocia se está prolongando la estación turística hasta los meses de invierno.

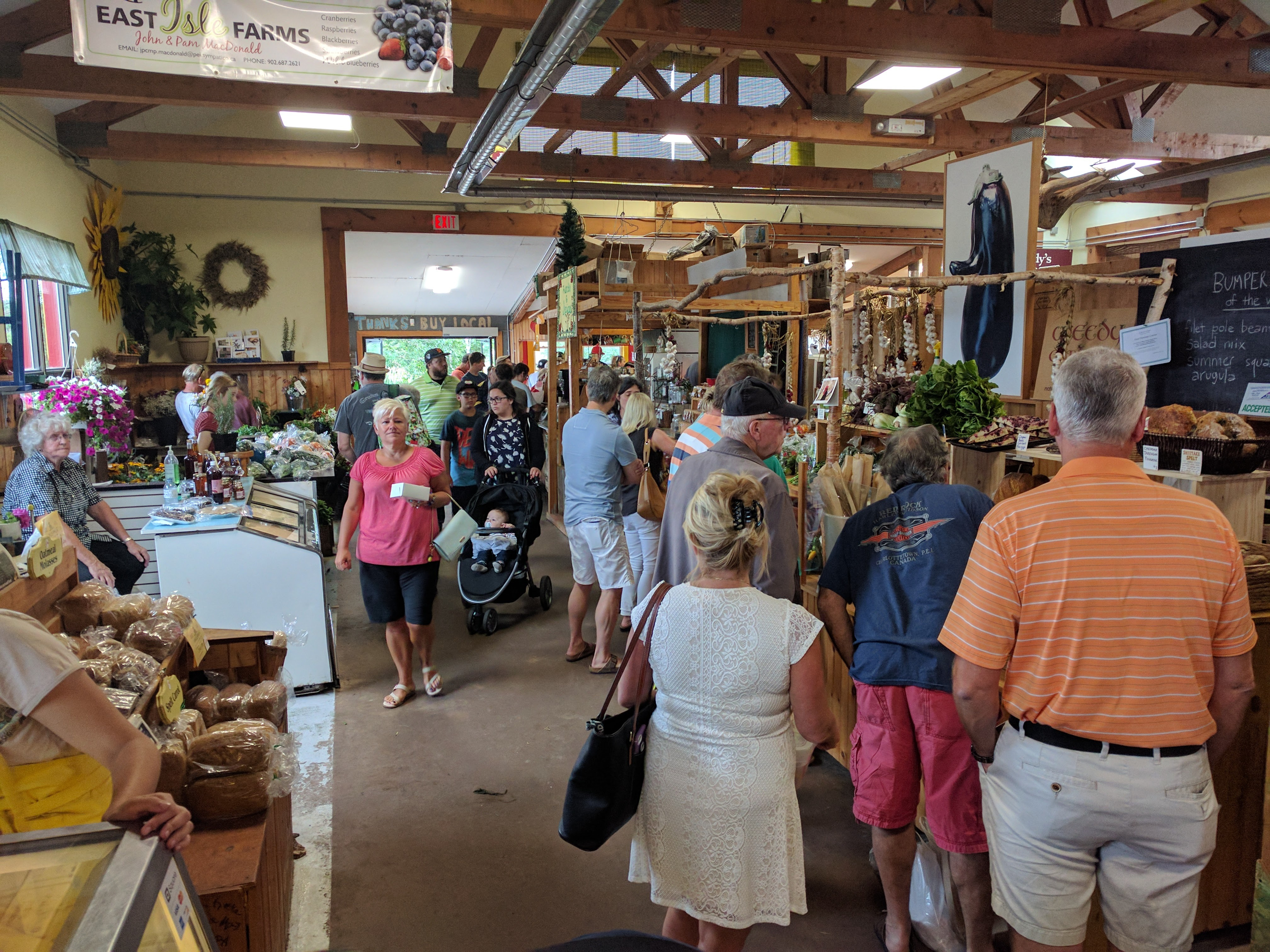
Mercado de Agricultores de Charlottetown

La pesca todavía es la tercera mayor fuente de ingreso de la Isla del Príncipe Eduardo; sin embargo, la provincia es menos dependiente de la industria pesquera de lo que lo son otras provincias canadienses localizadas en costa la costa atlántica (Nuevo Brunswick, Nueva Escocia, Terranova y Labrador). La captura de langostas es la mayor actividad pesquera de la isla, la cual se efectúa en mayo y en septiembre. Por el hecho de que la provincia queda cubierta de hielo oceánico durante los meses de invierno, la pesca está limitada a los meses de verano, al final de la primavera y al inicio del otoño.
El producto interno bruto de la provincia es de más de 2,8 billones de dólares canadienses por año. El sector primario aporta el 5% del PIB de la Isla del Príncipe Eduardo. La agricultura y la ganadería representan juntas el 5% del PIB de la provincia, y emplea aproximadamente 4,6 mil personas. La Isla del Príncipe Eduardo posee cerca de 2 mil tierras de cultivo, que cubren aproximadamente la mitad de la provincia. Apenas Saskatchewan posee un mayor porcentaje de su extensión territorial cubierta por tierras de cultivo. La pesca representa el 4% del PIB de la provincia y emplea aproximadamente 2 mil personas. La silvicultura representa el 1% del PIB de la provincia, empleando cerca de 700 personas.

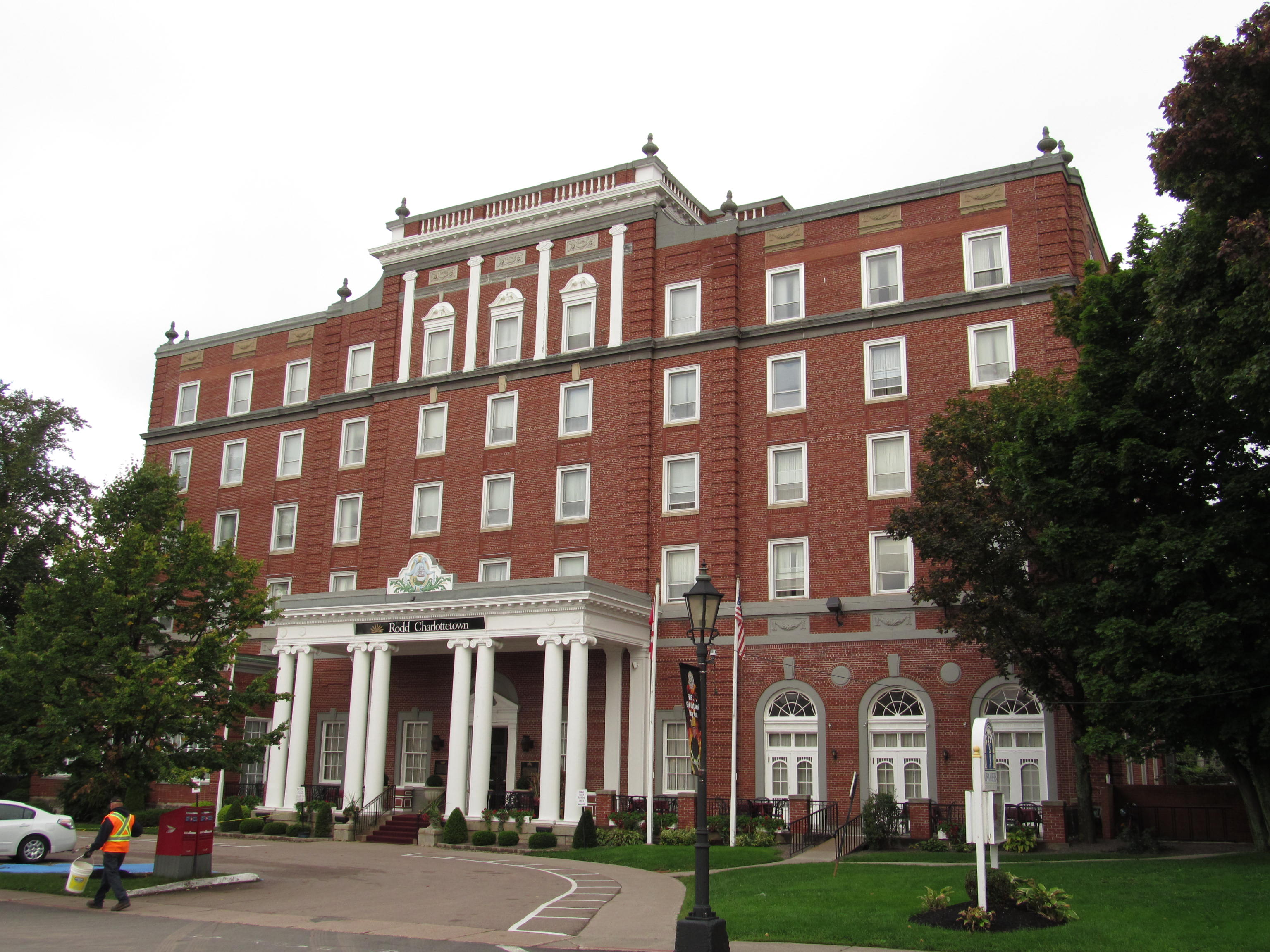
El Hotel Charlottetown

El sector secundario representa el 16% del PIB de la Isla del Príncipe Eduardo. El valor total de los productos fabricados en la provincia es de 275 millones de dólares canadienses. Los principales productos industriales fabricados en la provincia son principalmente alimentos industrializados, en parte asociado a la industria pesquera de la provincia. La industria manufacturera representa el 10% del PIB de la Isla del Príncipe Eduardo y emplea aproximadamente 6,5 mil personas. La industria de construcción representa el 5% del PIB de la provincia y emplea cerca de 3,8 mil personas. Es despreciable el aporte económico de la explotación minera de la provincia. El único recurso natural presente en la provincia de uso importante para el hombre son las pequeñas reservas de gas natural.
El sector terciario representa el 76% del PIB de la Isla del Príncipe Eduardo. Servicios personales y comunitarios representan el 25% del PIB de la provincia y emplea cerca de 24,1 mil personas. Servicios financieros e inmobiliarios emplean aproximadamente 2,2 mil personas y representa más de 20% del PIB de la Isla del Príncipe Eduardo. Servicios gubernamentales representan el 13% del PIB de la provincia, empleando aproximadamente 5,6 mil personas. El comercio por mayoreo y menudeo representa el 11% del PIB de la provincia y emplea aproximadamente 9,9 mil personas. Transportes y telecomunicaciones representan el 7% del PIB y emplean cerca de 5 mil personas, y las utilidades públicas representan el 1% del PIB de la provincia, empleando cerca de 100 personas. La provincia genera apenas el 40% de la electricidad que consume, 5% en plantas termoeléctricas de carbón, y 35%, en plantas eólicas. El otro 60% necesita ser comprados de Nuevo Brunswick.

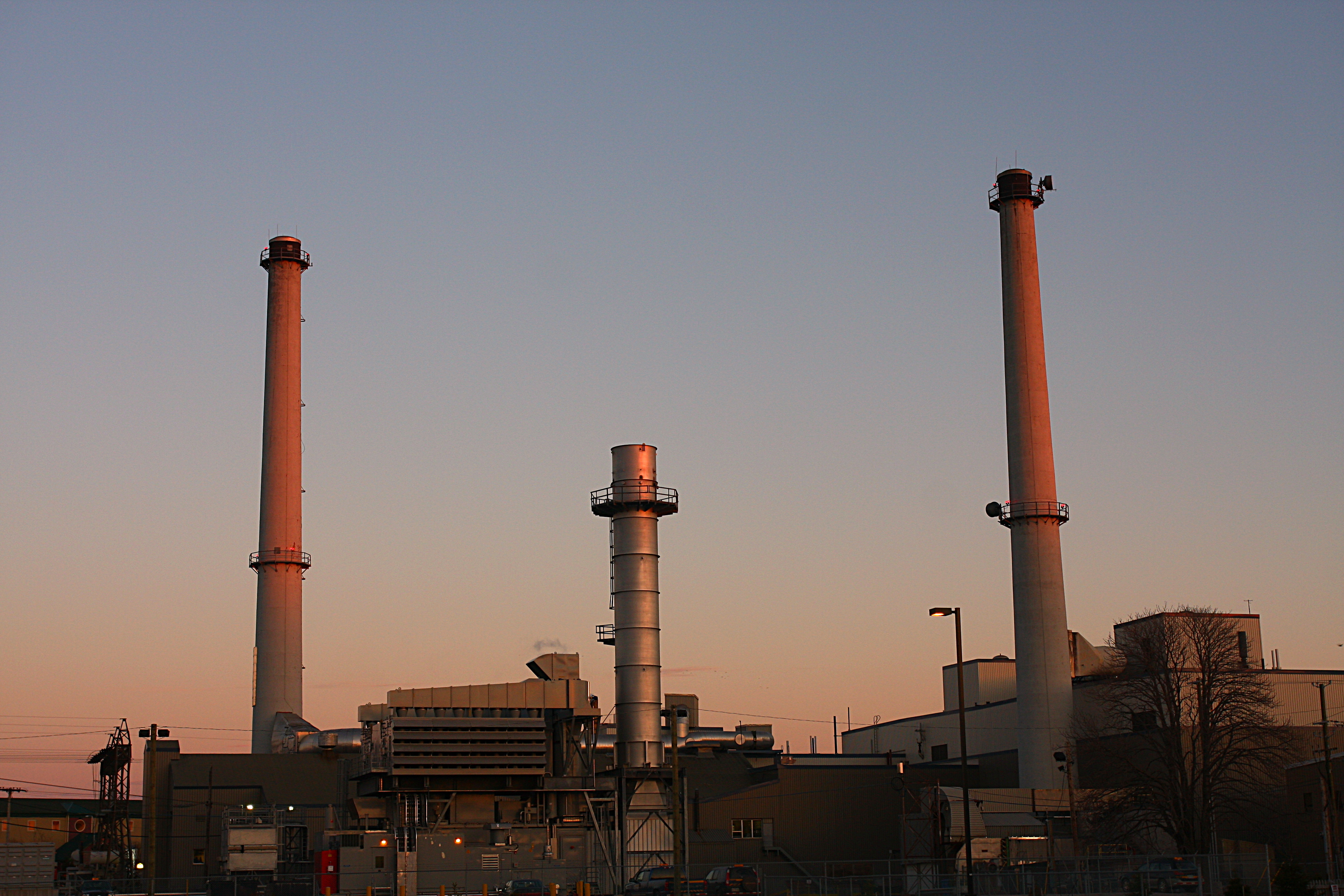
Chimeneas de una Planta en la Isla del Príncipe Eduardo

### Energía
Desde 1918, Maritime Electric suministra electricidad a los clientes de la isla. Actualmente, la empresa es propiedad y está gestionada por Fortis Inc. Aproximadamente el 25 % de la electricidad que se consume en la isla se genera a partir de energías renovables (principalmente turbinas eólicas); el gobierno provincial había fijado un objetivo de energía renovable del 30-50 % para el consumo eléctrico en 2015, aunque este objetivo no se ha cumplido. La capacidad total de energía eólica de la isla es de 204 MW, procedentes de 89 turbinas. Hay ocho parques eólicos en la isla, el mayor de los cuales es el West Cape Wind Park, con una capacidad de 99 MW procedentes de 55 turbinas. Todas las turbinas han sido fabricadas por Vestas: Vestas V-80, Vestas V90 y Vestas V-47. 
En ocasiones se utiliza una central térmica de aceite, la Charlottetown Thermal Generating Station, para situaciones de emergencia. Actualmente se encuentra en proceso de desmantelamiento. Existe una segunda central térmica en Borden, la Borden Generating Station. La mayor parte de la electricidad que se consume en la Isla del Príncipe Eduardo procede de Nuevo Brunswick a través de cables submarinos. Una reciente mejora de 140 millones de dólares aumentó la capacidad del sistema de cables de 200 MW a 560 MW.

La central nuclear de Point Lepreau, en Nuevo Brunswick, se cerró para su remodelación entre 2008 y 2012, lo que provocó una fuerte subida de precios de alrededor del 25 %, pero la provincia subvencionó posteriormente las tarifas. Los residentes debían pagar un 11,2 % más por la electricidad cuando se adoptó el impuesto armonizado sobre las ventas en abril de 2013, según el Acuerdo Energético de la Isla del Príncipe Eduardo que se presentó en la legislatura el 7 de diciembre de 2012. y aprobado como Ley de modificación de la energía eléctrica (continuación del Acuerdo sobre la Energía), que establece los precios de la electricidad desde el 1 de abril de 2013 hasta el 1 de marzo de 2016. Las competencias reguladoras de la IRAC se derivan de la Ley de Energía Eléctrica.

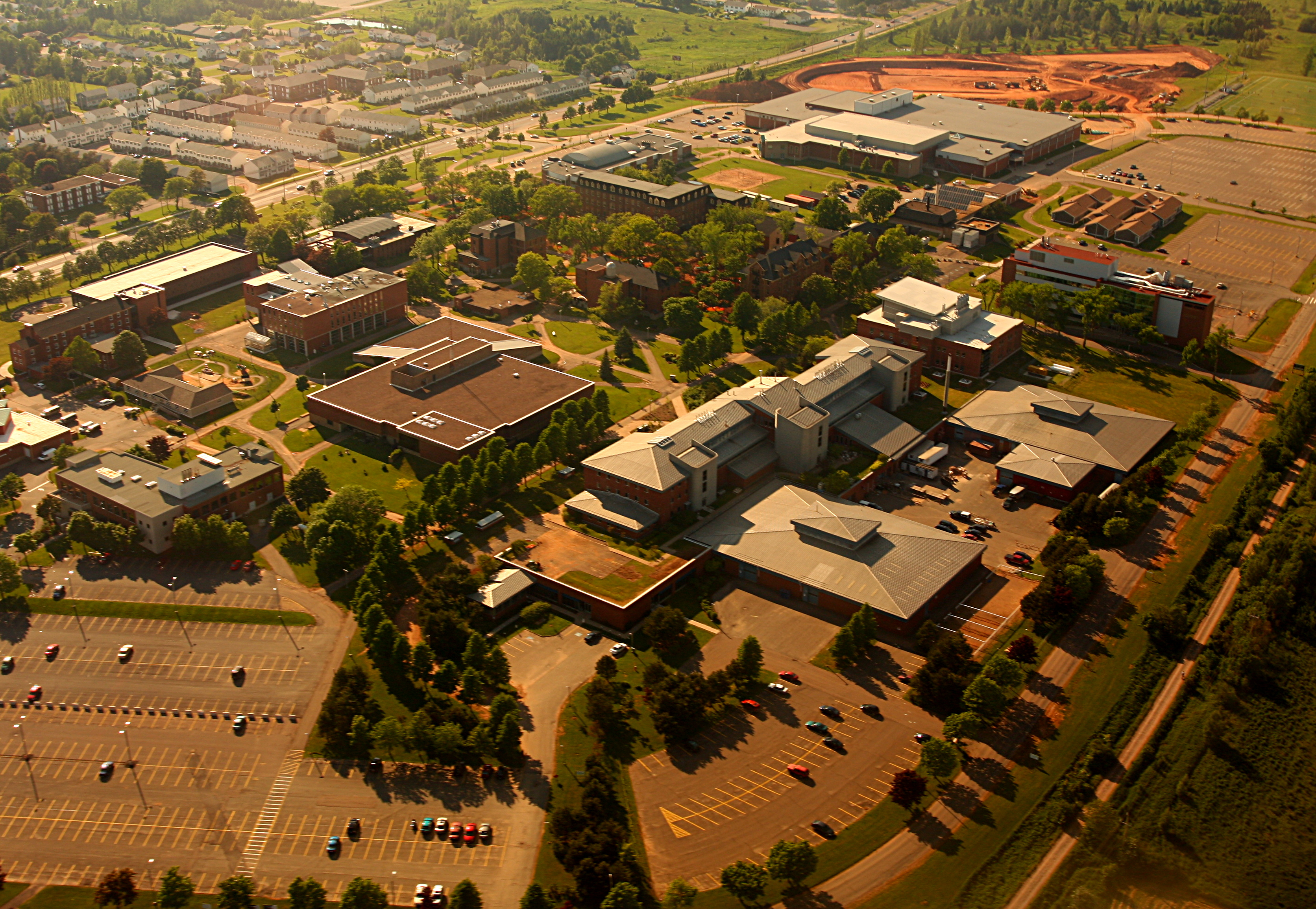
Universidad de la Isla Príncipe Eduardo

## Educación
En 1999, se registraron cerca de 24200 estudiantes en las escuelas públicas de la Isla, y unos 1400 profesores. Por otro lado las escuelas privadas atendieron a cerca de 250 estudiantes, empleando aproximadamente a 10 profesores. El sistema de escuelas públicas de la provincia consumió cerca de 143 millones de dólares canadienses, y el gasto de las escuelas públicas por estudiante es de aproximadamente 5,8 mil dólares canadienses.
La Isla del Príncipe Eduardo cuenta con 20 bibliotecas públicas administradas por la provincia. Hay una sola universidad, la Universidad de la Isla del Príncipe Eduardo, en Charlottetown. También hay un sistema de colegios comunitarios, Holland College, con facultades especializadas en varias ciudades.
Las primeras escuelas de la Isla del Príncipe Eduardo fueron construidas a inicios del siglo XIX. En 1852, el gobierno colonial de la provincia creó un sistema de escuelas públicas e instituyó un impuesto para costear tal sistema. En 1877, la provincia instituyó el Consejo Central de Educación y, en 1945, el Departamento de Educación de la Isla del Príncipe Eduardo.

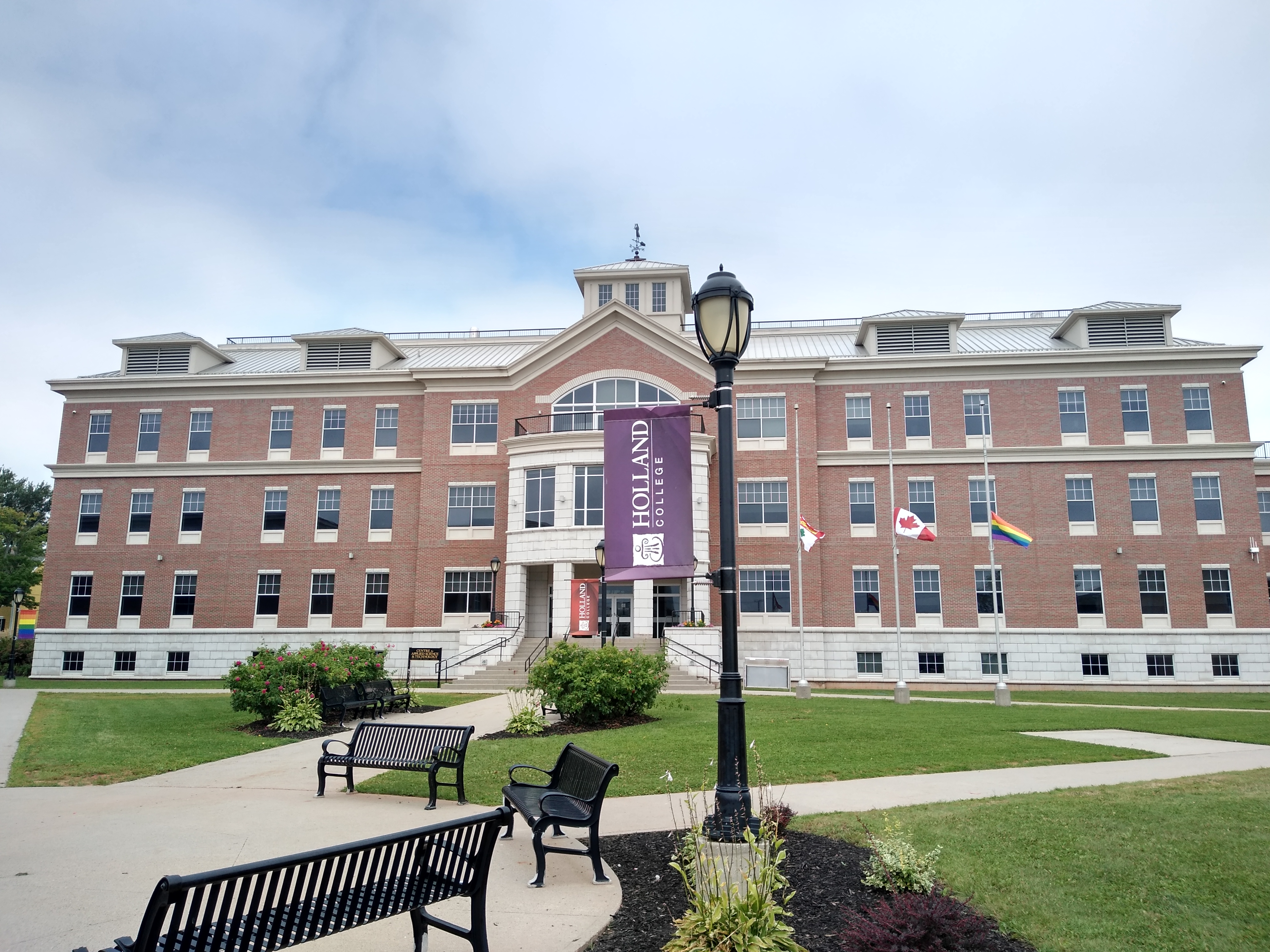
El Holland College

Actualmente, el Departamento de Educación de la Isla del Príncipe Eduardo dicta las reglas y patrones que todas las instituciones educacionales en la provincia tienen que seguir. Todas las escuelas son directamente administradas por el Departamento de Educación. La atención escolar compete a todos los niños y adolescentes con más de seis años de edad, hasta la graduación de la segundo grado o hasta los veinte años de edad.
La primera biblioteca pública de la Isla del Príncipe Eduardo fue fundada en 1933. Actualmente, las 20 bibliotecas públicas de la provincia son administradas por el Departamento de Educación de la provincia. La Isla del Príncipe Eduardo cuenta con una universidad, la Universidad de la Isla del Príncipe Eduardo, y una facultad, ambas administradas por el Departamento de Educación de la provincia.

## Salud
La provincia cuenta con una única región administrativa sanitaria (o autoridad sanitaria distrital) denominada Health PEI. Health PEI recibe financiación para sus operaciones y está regulada por el Departamento de Salud y Bienestar.

Muchos hogares y empresas de la Isla del Príncipe Eduardo cuentan con sistemas centrales de recogida y tratamiento de aguas residuales. Estos sistemas son gestionados por un municipio o por una empresa privada de servicios públicos. Muchas operaciones industriales cuentan con sus propias instalaciones de tratamiento de aguas residuales. El personal del Departamento de Medio Ambiente, Agua y Cambio Climático asesora a los operadores, según sea necesario, sobre el mantenimiento adecuado del sistema.

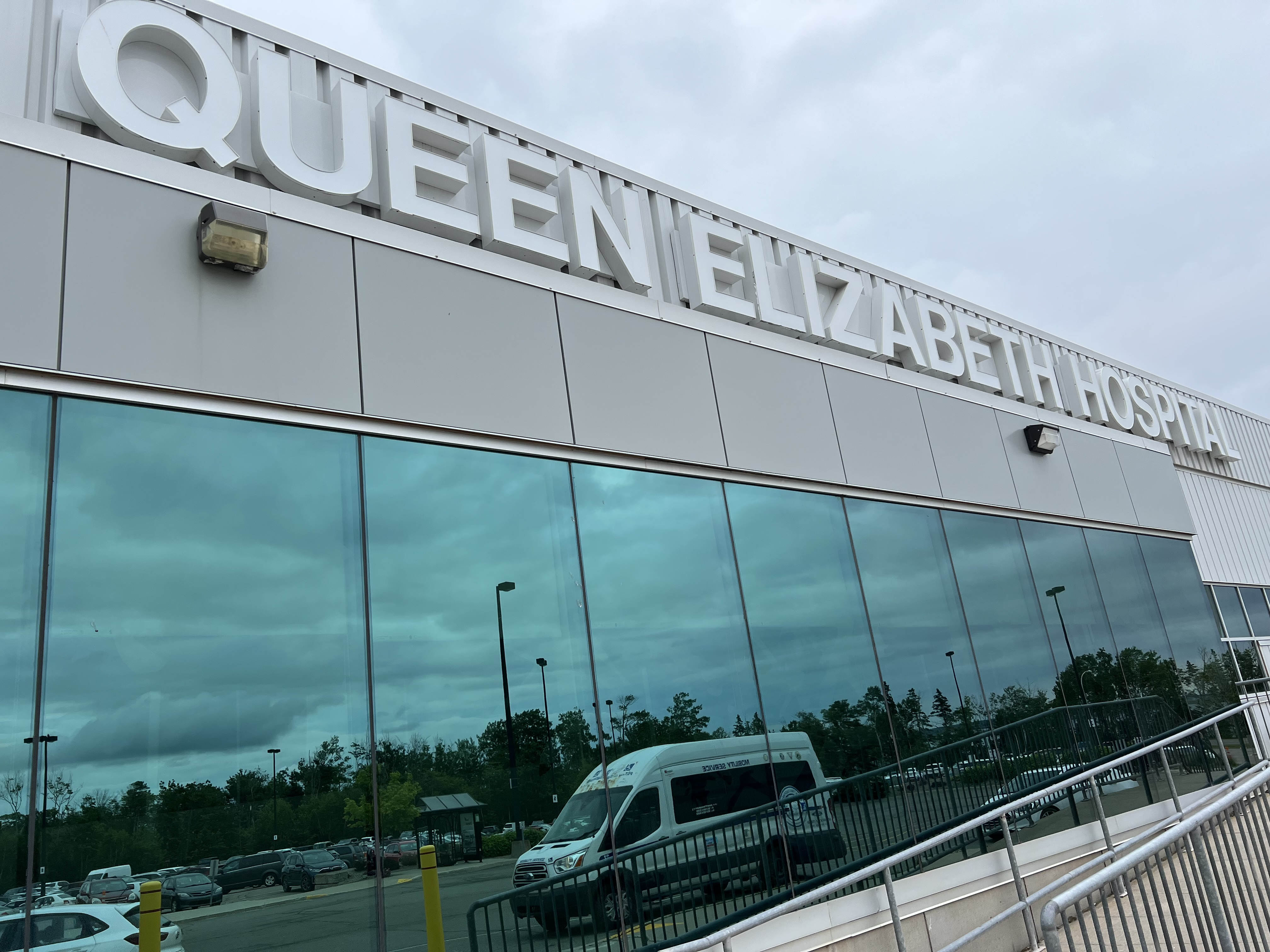
Hospital Reina Isabel (Queen Elizabeth Hospital)

La IRAC regula el agua y el alcantarillado municipales en la provincia, ahora bajo la Ley de Protección Ambiental. Desde alrededor de 1900, los residentes de la ciudad de Charlottetown se han beneficiado de un servicio central de alcantarillado sanitario. Las primeras prácticas de eliminación, aunque avanzadas para su época, acabaron comprometiendo la integridad ecológica del cercano río Hillsborough y del puerto de Charlottetown. En 1974, la comisión impulsó la construcción de una planta de tratamiento de aguas residuales primaria, conocida como la Planta de Control de la Contaminación de Charlottetown, junto con la construcción de varias estaciones de bombeo a lo largo de la costa de la ciudad y tuberías de desagüe que se adentran en el río Hillsborough.
Hay ocho hospitales en la provincia.
- Hospital Queen Elizabeth (Charlottetown)[52][53]
- Hospital Prince County (Summerside)[54][55]
- Hospital Kings County Memorial (Montague)[56][57]
- Hospital Community (O'Leary)[58]
- Hospital Souris (Souris)[59][60]
- Hospital Western (Alberton)[61][62]
- Hospital Hillsborough[63][64] (Charlottetown): el único hospital psiquiátrico de la provincia

La Isla del Príncipe Eduardo ofrece programas y servicios en áreas como cuidados intensivos, atención primaria, atención domiciliaria, cuidados paliativos, salud pública, prevención de enfermedades crónicas y salud mental y adicciones, por nombrar algunas. El gobierno provincial ha abierto varios centros de salud familiar en los últimos años en diversas comunidades rurales y urbanas. Un centro provincial de tratamiento del cáncer en el Queen Elizabeth Hospital ofrece apoyo a quienes padecen diversos tipos de enfermedades relacionadas con el cáncer. En 2009 se creó un programa de residencia en medicina familiar con la Facultad de Medicina de la Universidad de Dalhousie como medio para animar a los nuevos médicos a trabajar en la Isla del Príncipe Eduardo.
También se ofrecen servicios de cuidados a largo plazo con varios programas destinados a apoyar a las personas mayores que desean seguir siendo independientes en sus comunidades. Muchos medicamentos para personas mayores están subvencionados a través de un plan farmacéutico provincial.
El gobierno provincial cuenta con varios programas para la detección precoz de enfermedades, entre los que se incluyen clínicas de mamografías y citologías. También hay programas de educación sobre el asma y la diabetes, así como programas prenatales, programas de inmunización y programas de prevención de riesgos para la salud dental de los niños. El gobierno también está tratando de implementar un sistema integral de historias clínicas electrónicas.
El gobierno provincial se ha comprometido recientemente a mejorar los servicios de atención primaria y atención domiciliaria y ha invertido en instalaciones sanitarias en los últimos presupuestos de capital, principalmente en la sustitución y mejora de las residencias de ancianos y los hospitales gestionados por el gobierno provincial.
Algunos servicios especializados requieren que los pacientes sean derivados a clínicas y especialistas de provincias vecinas. Las operaciones y tratamientos especializados también se realizan en hospitales terciarios de referencia más grandes de provincias vecinas, como el IWK Health Centre y el Queen Elizabeth II Health Sciences Centre en Nueva Escocia o el Saint John Regional Hospital, el Moncton Hospital y el Dr. Georges-L.-Dumont University Hospital Centre en Nuevo Brunswick.
El servicio de ambulancia terrestre en la Isla del Príncipe Eduardo lo presta, bajo contrato, Island EMS. El servicio de ambulancia aérea lo presta, bajo contrato, LifeFlight.
En las últimas décadas, la población de la Isla del Príncipe Eduardo ha mostrado tasas estadísticamente significativas y anormalmente altas de cánceres raros diagnosticados, especialmente en las zonas rurales. Los responsables sanitarios, los ecologistas y los activistas medioambientales señalan el uso de pesticidas para el cultivo industrial de patatas como principal contaminante.
Hasta 2016, la Isla del Príncipe Eduardo era la única provincia de Canadá que no permitía el aborto en sus hospitales. Hasta ese momento, el último aborto que se había practicado en la provincia fue en 1982, antes de la apertura del Hospital Queen Elizabeth, que supuso el cierre del Hospital Charlottetown, afiliado a la Iglesia Católica, y del Hospital Prince Edward Island, aconfesional; una de las condiciones de la «fusión» era que no se practicaran abortos en la provincia. En 1988, tras la decisión judicial R. v. Morgentaler, el entonces opositor Partido Conservador Progresista de la Isla del Príncipe Eduardo presentó una moción en la que exigía que se mantuviera la prohibición del aborto en los hospitales de la provincia; el entonces gobernante Partido Liberal de la Isla del Príncipe Eduardo, bajo el mandato del primer ministro Joe Ghiz, accedió y se mantuvo la prohibición.
Hasta que se impuso un mayor acceso local, el Gobierno de la Isla del Príncipe Eduardo financió los abortos de las mujeres que viajaban a otra provincia. Las mujeres de la Isla del Príncipe Eduardo también viajaban a la clínica privada más cercana, donde debían pagar el procedimiento con sus propios fondos. Anteriormente, esta era la Clínica Morgentaler en Fredericton, Nuevo Brunswick hasta que esta clínica cerró por falta de fondos en julio de 2014.
 

La clínica volvió a abrir en 2016 bajo una nueva propiedad como Clinic 554, con servicios ampliados. Durante ese intervalo, las mujeres tuvieron que viajar a Halifax o más lejos. En 2016, el gobierno liberal liderado por el primer ministro Wade MacLauchlan anunció que abriría una clínica de ''salud reproductiva'' para mujeres con el fin de permitir abortos dentro de la provincia. Actualmente se practican habitualmente abortos en la Isla del Príncipe Eduardo.

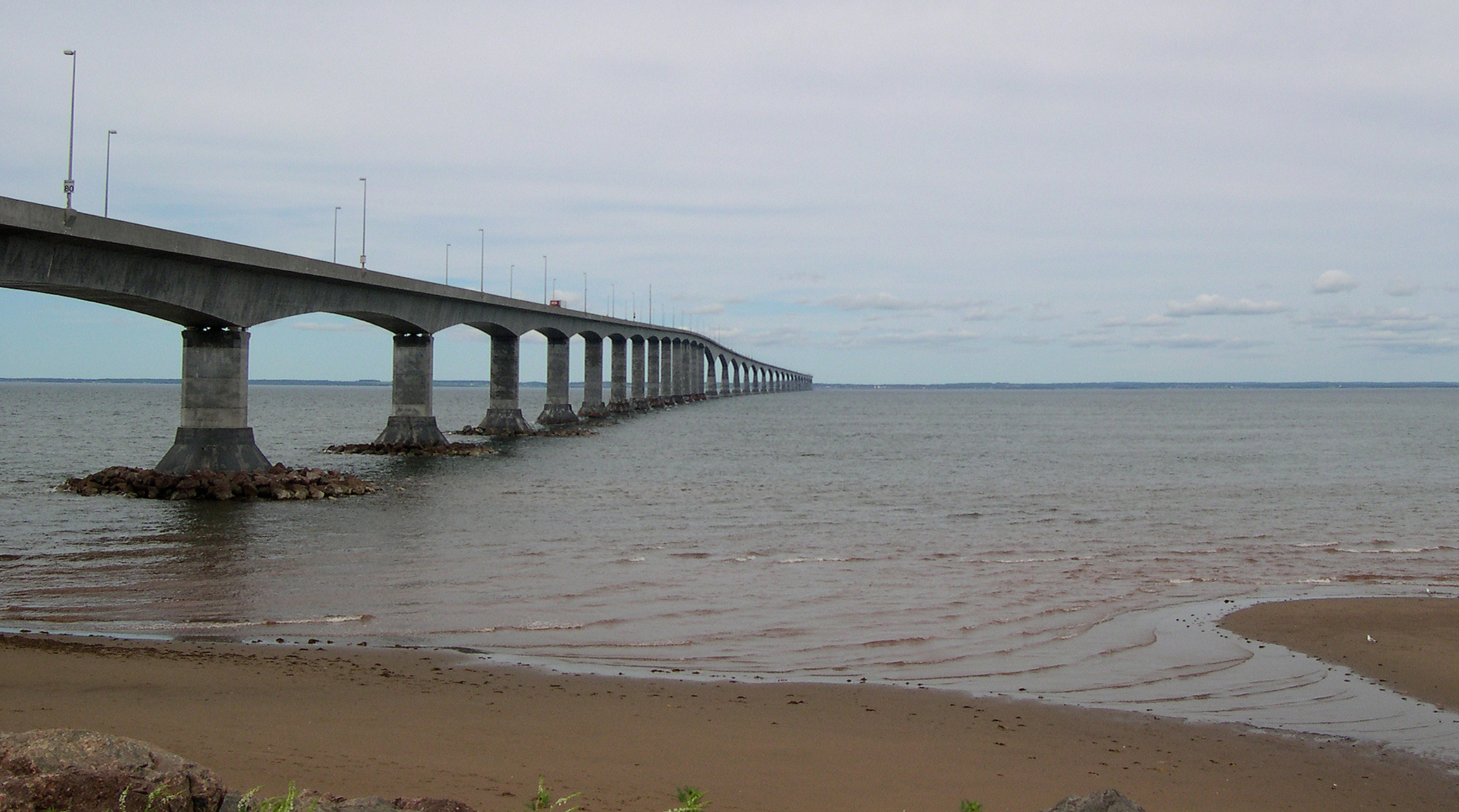
Vista del Puente de la Confederación.

## Transporte y telecomunicaciones

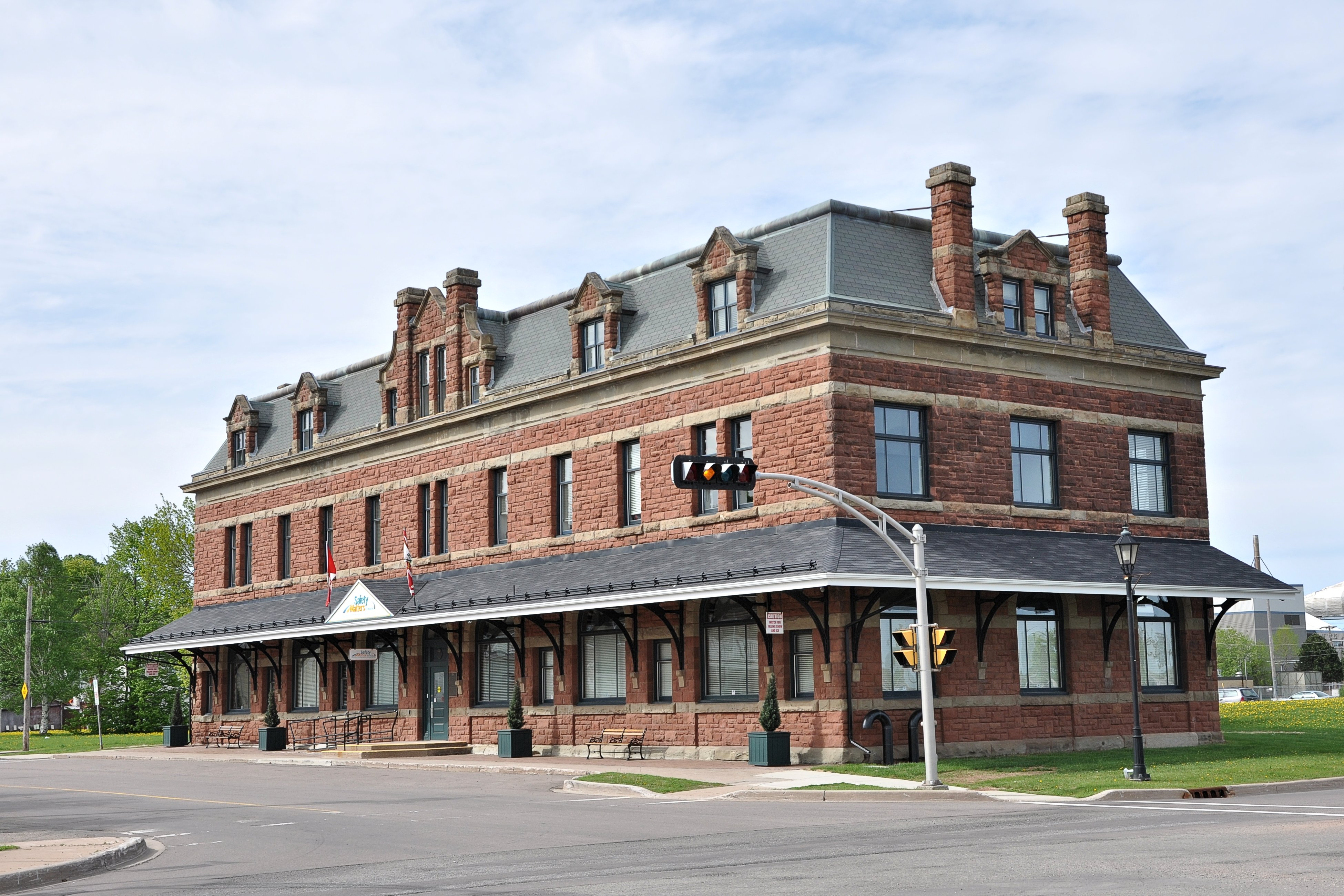
La Antigua estación ferroviario de Charlottetown

En 1997, el Puente de la Confederación fue inaugurado, conectando la Isla del Príncipe Eduardo con Nuevo Brunswick, así reemplazando al servicio del ferry entre ambas provincias.
Hasta hace poco tiempo, el transporte de pasajeros y, principalmente, de carga, hacia dentro y fuera de la provincia, era relativamente caro y demorada 45 minutos, vía ferry, y esto no contando el horario de atención (servicio restringido por las noches, por ejemplo) o el tiempo de espera entre la salida de un ferry y la llegada de otro. Estas embarcaciones conectaban la Isla del Príncipe Eduardo con Nueva Escocia, Nuevo Brunswick y las Islas de la Magdalena.
En 1997, el Puente de la Confederación fue inaugurado, conectando la Isla del Príncipe Eduardo con Nuevo Brunswick, y, así, substituyó el servicio de ferry entre ambas provincias, el cual fue descontinuado; mientras que los que había con Nueva Escocia y las Islas de la Magdalena continúan hasta el día de hoy. Actualmente, la provincia posee 4,9 mil kilómetros de vías públicas. Una curiosidad es el hecho de que, hasta el 1 de mayo de 1924, los vehículos transitaban a la izquierda de cualquier vía pública, a diferencia del resto de Canadá, donde lo hacían a la derecha.
Cuando fue inaugurado el Ferrocarril de la Isla del Príncipe Eduardo, en 1873, era un ferrocarril de trocha angosta. Fue convertido en trocha patrón o estándar en 1930. Anteriormente, en 1915, este ferrocarril había pasado al control de Ferrocarriles Gubernamentales Canadienses, un órgano público federal, que se convirtió en Ferrocarriles Nacionales Canadienses (FNC) en 1918. En 1989, FNC decidió abrir mano de sus líneas en la provincia. Actualmente, la Isla del Príncipe Eduardo es la única provincia canadiense sin servicio ferroviario de transporte de carga o de pasajeros. El antiguo ferrocarril que tenía es actualmente un ferrocarril turístico.
El primer periódico publicado en la Isla del Príncipe Eduardo fue el Journal-Pionner, publicado en 1867, en Summerside. En 1887, la primera edición del The Guardian fue publicada en Charlottetown. Estos son publicados hasta el día de hoy, siendo los dos únicos periódicos de circulación diaria de la provincia. La primera estación de radio de la provincia fue fundada en 1924, en Charlottetown. Actualmente, la provincia posee 8 estaciones de radio. Ninguna estación de televisión ha sido fundada todavía en la Isla del Príncipe Eduardo, dependiendo únicamente de las estaciones de radio localizadas en las provincias vecinas de Nuevo Brunswick y Nueva Escocia.

## Agua

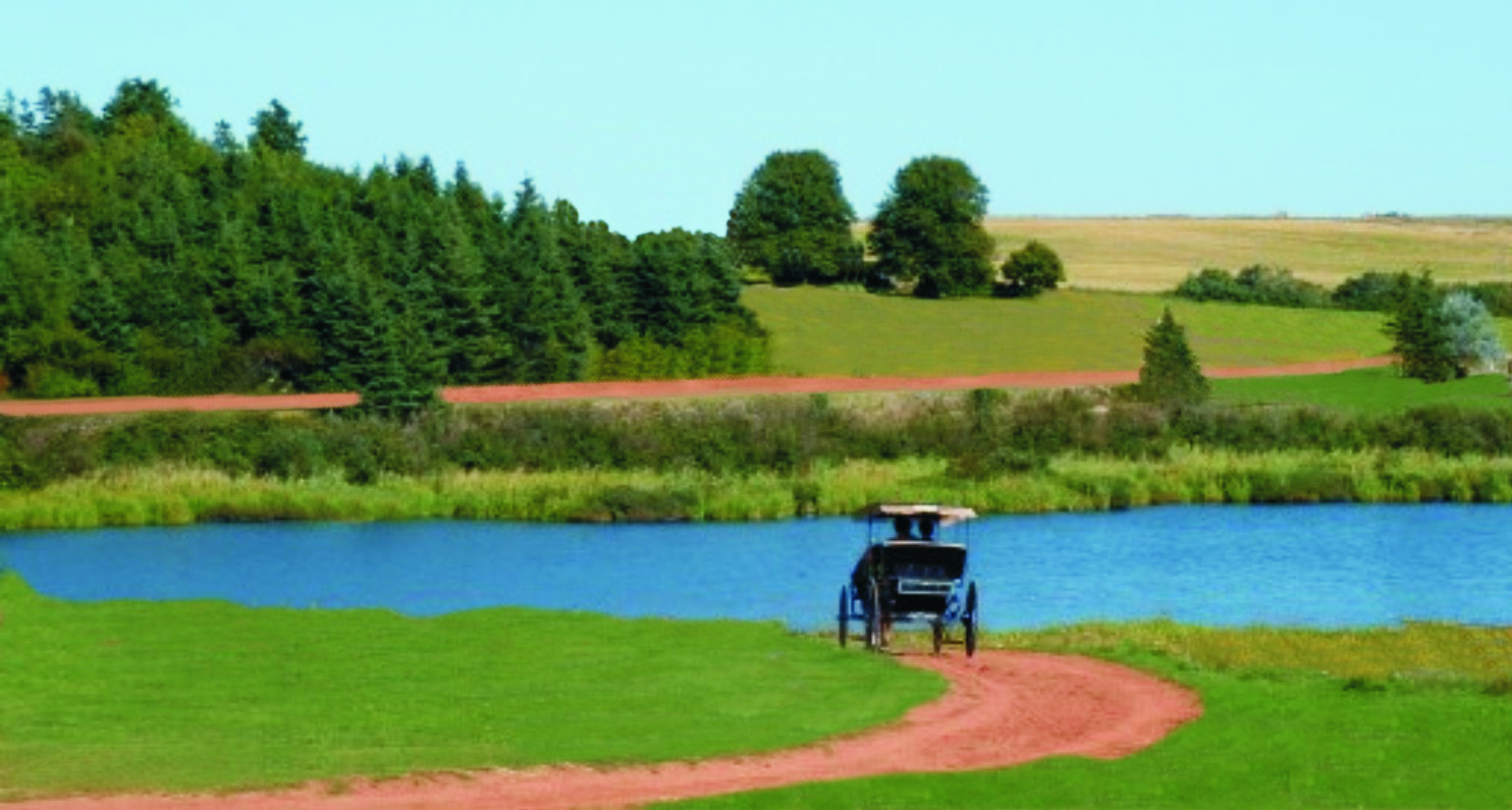
Uno de los Lagos de la Isla del Príncipe Eduardo

La provincia de la Isla del Príncipe Eduardo depende completamente del agua subterránea como fuente de agua potable, con aproximadamente 305 pozos de alta capacidad en uso a diciembre de 2018. A medida que el agua subterránea fluye a través de un acuífero, se filtra de forma natural. El agua para la ciudad de Charlottetown se extrae de trece pozos en tres campos de pozos y se distribuye a los clientes. El agua extraída se repone mediante la precipitación.
Las infraestructuras de Charlottetown, instaladas en 1888, siguen existiendo. Dada la antigüedad del sistema en la parte más antigua de Charlottetown, ha surgido la preocupación por las tuberías de plomo. La empresa de servicios públicos ha estado trabajando con los residentes en un programa de sustitución del plomo. En 1967 se celebró en Charlottetown un plebiscito sobre la fluoración, y los residentes votaron a favor. En virtud de la legislación provincial, la empresa de servicios públicos está obligada a informar anualmente a sus residentes. También está obligada a realizar muestreos periódicos del agua, y en cada informe anual se incluye un resumen. La cuenca del río Winter proporciona alrededor del 92 % de los 18 millones de litros (4,8 millones de galones estadounidenses) de agua que abastecen a la ciudad de Charlottetown, que tuvo dificultades con el suministro en 2011, 2012 y 2013 hasta que se instalaron contadores de agua.

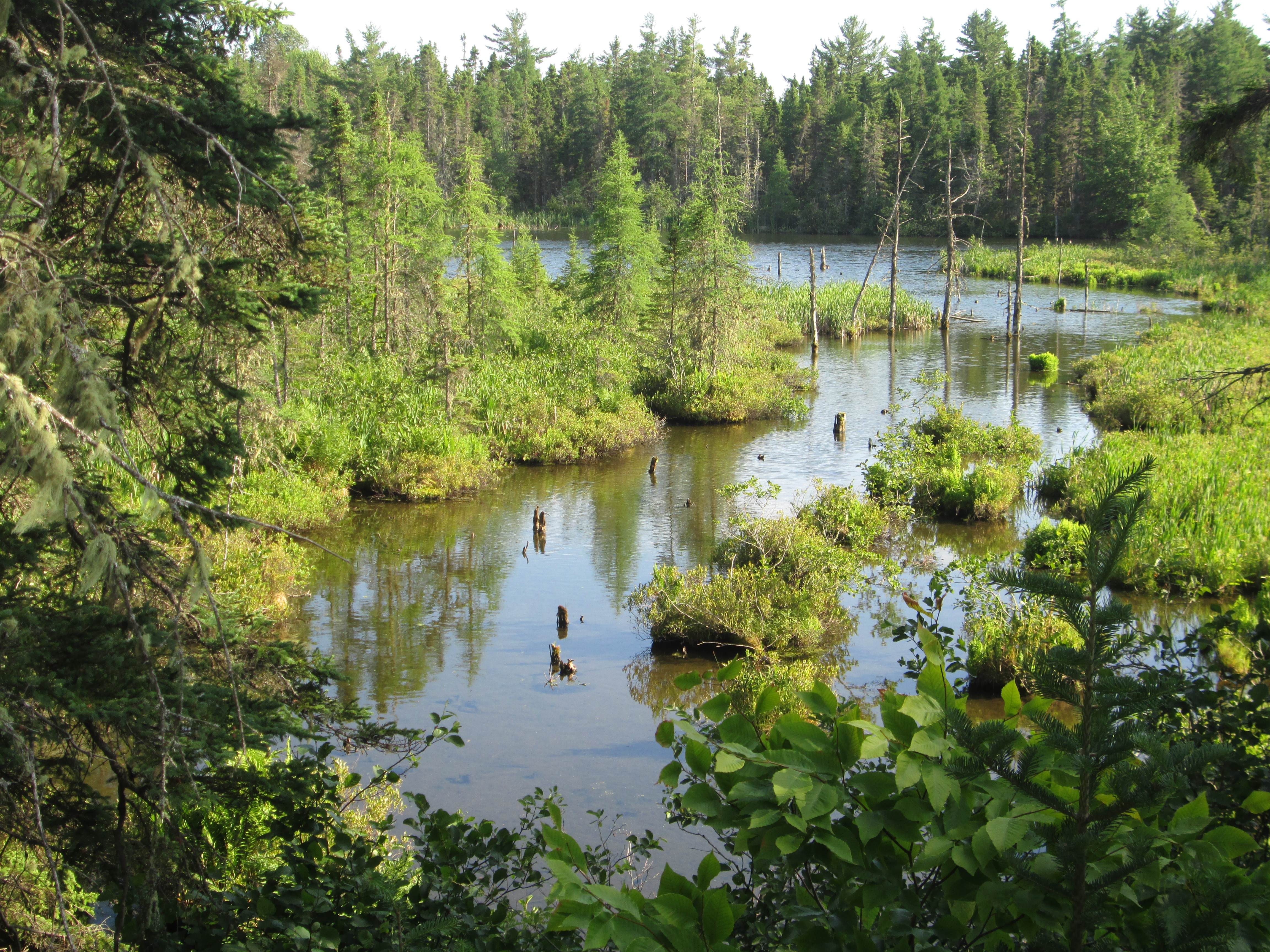
Lago cerca de las Islas Wood

El Gobierno presentó un documento de debate sobre la propuesta de Ley del Agua para la provincia el 8 de julio de 2015. El uso de las aguas subterráneas fue objeto de escrutinio, ya que la industria de la patata, que representa 1000 millones de dólares al año y el 50 % de los ingresos agrícolas, ha presionado al Gobierno para que levante la moratoria sobre los pozos de agua de alta capacidad para el riego. La publicación del documento de debate tenía por objeto iniciar un proceso de consulta en otoño de 2015.
En el sitio web oficial del gobierno provincial se puede encontrar información detallada sobre la calidad del agua potable en las comunidades y cuencas hidrográficas de la Isla del Príncipe Eduardo. En él se ofrece un resumen de los análisis de agua potable que realizan los Laboratorios Analíticos de la Isla del Príncipe Eduardo. Se pueden consultar los resultados medios de la calidad del agua potable y se proporciona información sobre los siguientes parámetros: alcalinidad, cadmio, calcio, cloruro, cromo, hierro, magnesio, manganeso, níquel, nitrato, pH; fósforo; potasio; sodio; y sulfato, así como la presencia de pesticidas. Los Laboratorios Analíticos de la Isla del Príncipe Eduardo prestan servicios de análisis del agua a diversos clientes, que evalúan de acuerdo con las recomendaciones de las Directrices para la calidad del agua potable en Canadá publicadas por Health Canada.

## Cultura

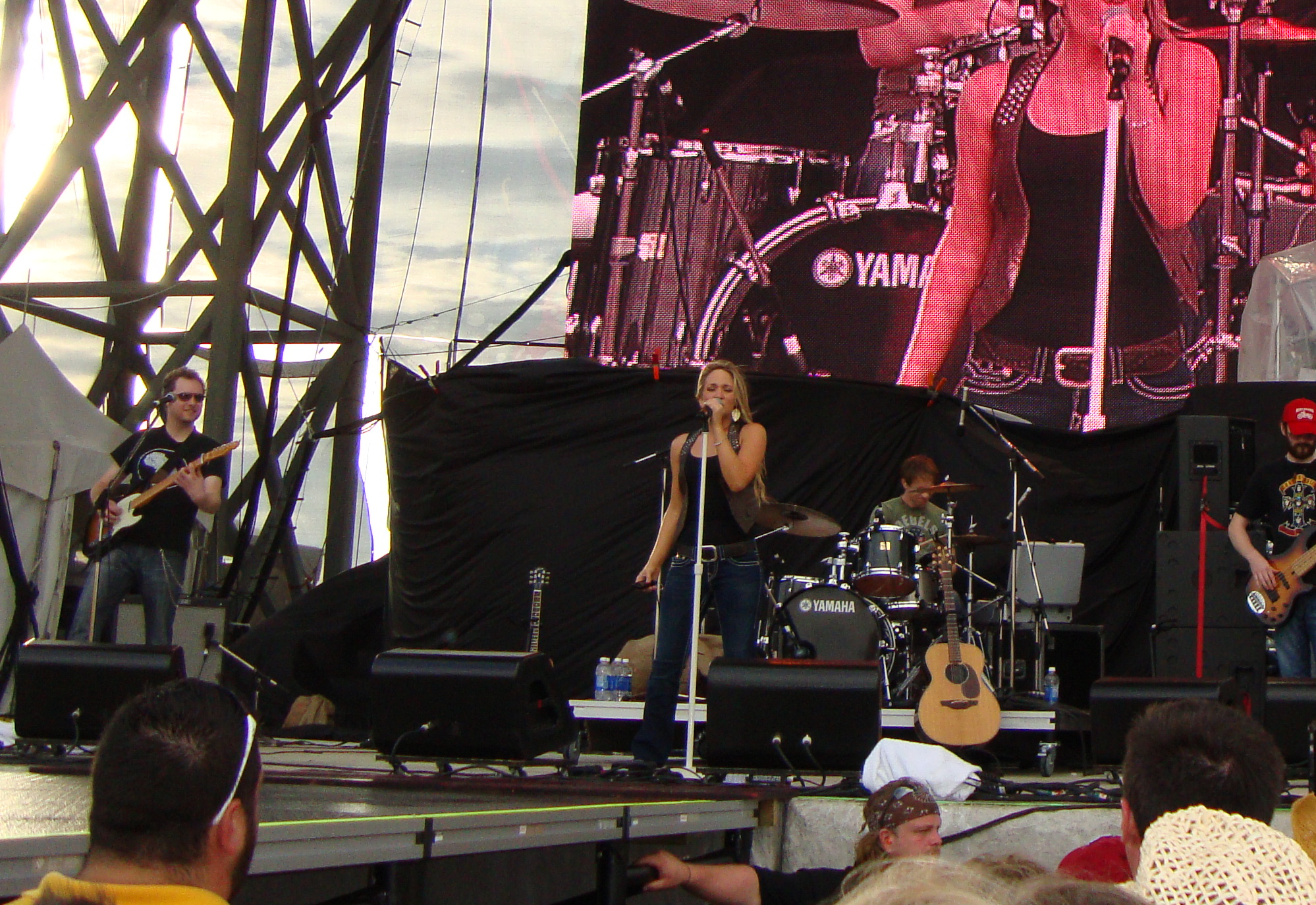
Festival de Música de Cavendish

### Artes
Las tradiciones culturales de la isla en materia de arte, música y escritura creativa se promueven a través del sistema educativo público. Cada año se celebra un festival artístico, el Festival de Charlottetown, que tiene lugar en el Centro de las Artes de la Confederación.
Lucy Maud Montgomery, que nació en Clifton (ahora New London) en 1874, se inspiró en esta tierra durante la última época victoriana para ambientar su novela clásica Ana de las Tejas Verdes (1908). La obra musical Anne of Green Gables se ha representado cada año en el festival de Charlottetown durante más de cuatro décadas. La secuela, Anne & Gilbert, se estrenó en el Playhouse de Victoria en 2005. La ubicación real de Green Gables, la casa que aparece en los libros de Anne de Montgomery, se encuentra en Cavendish, en la costa norte de la Isla del Príncipe Eduardo.

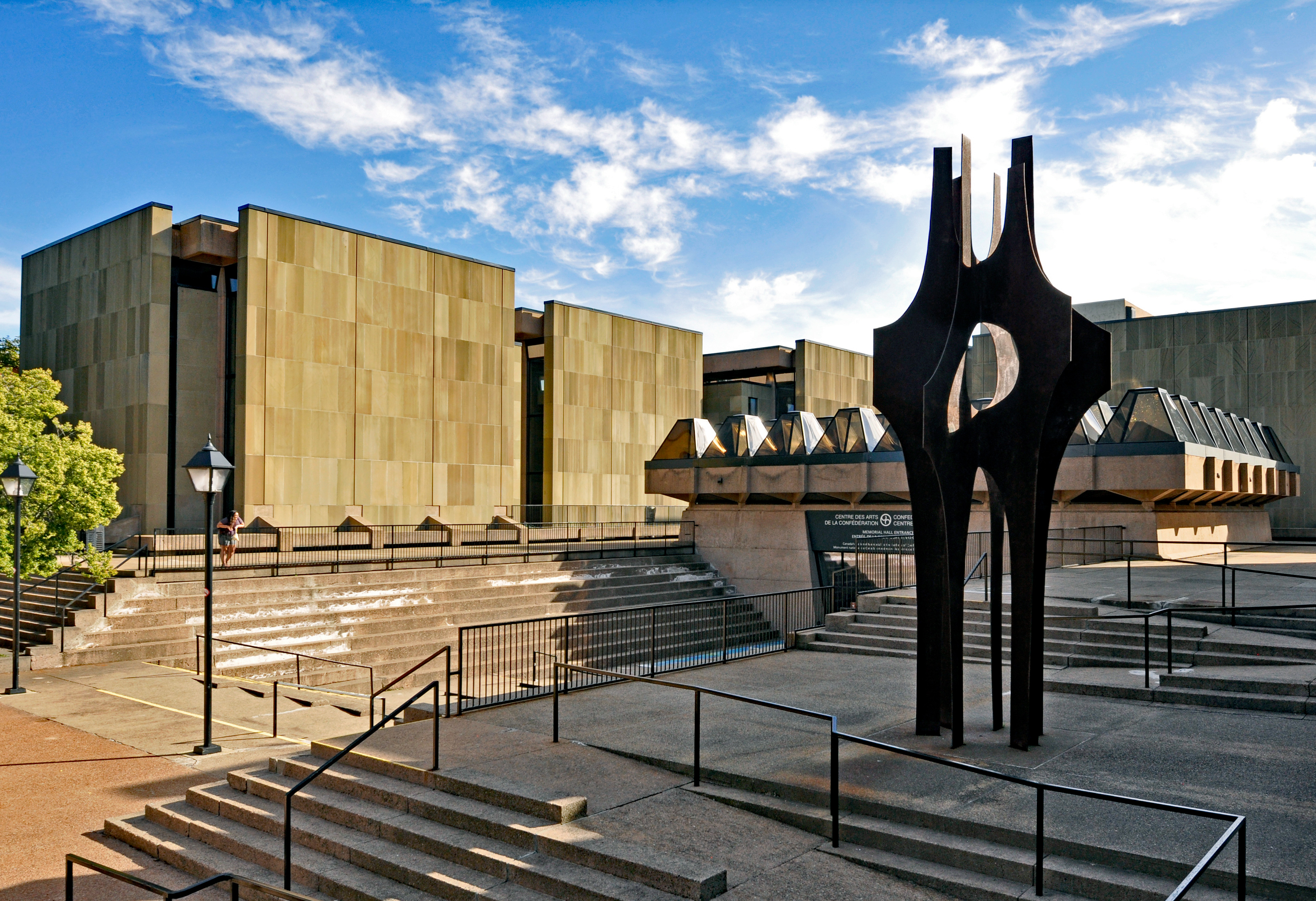
Centro de Artes de la Confederación (Confederation Centre of the Arts)

Elmer Blaney Harris fundó una colonia de artistas en Fortune Bridge y ambientó su famosa obra Johnny Belinda en la isla. Robert Harris fue un artista muy conocido.
La historia musical documentada de la Isla del Príncipe Eduardo comienza en el siglo XIX con música religiosa, algunas de ellas compuestas por el fabricante local de bombas y bloques e importador de órganos Watson Duchemin. Había varias big bands activas, entre ellas la Sons of Temperance Band y la Charlottetown Brass Band. Hoy en día, predominan la música acadiana, celta, folk y rock, con exponentes como Gene MacLellan, su hija Catherine MacLellan, Al Tuck, Lennie Gallant, Two Hours Traffic y Paper Lions. El célebre cantautor Stompin' Tom Connors pasó sus años de formación en Skinners Pond. 
La música celta es sin duda la música tradicional más común en la isla, siendo muy habituales el violín y el baile de pasos. Esta tradición, de origen mayoritariamente escocés, irlandés y acadiano, es muy similar a la música de Cabo Bretón y, en menor medida, a la de Terranova, y es única en la región. Debido a la influencia de las islas como antigua colonia escocesa de los clanes de las Highlands, se compuso una marcha en 4/4 para gaitas en honor a la Isla del Príncipe Eduardo.

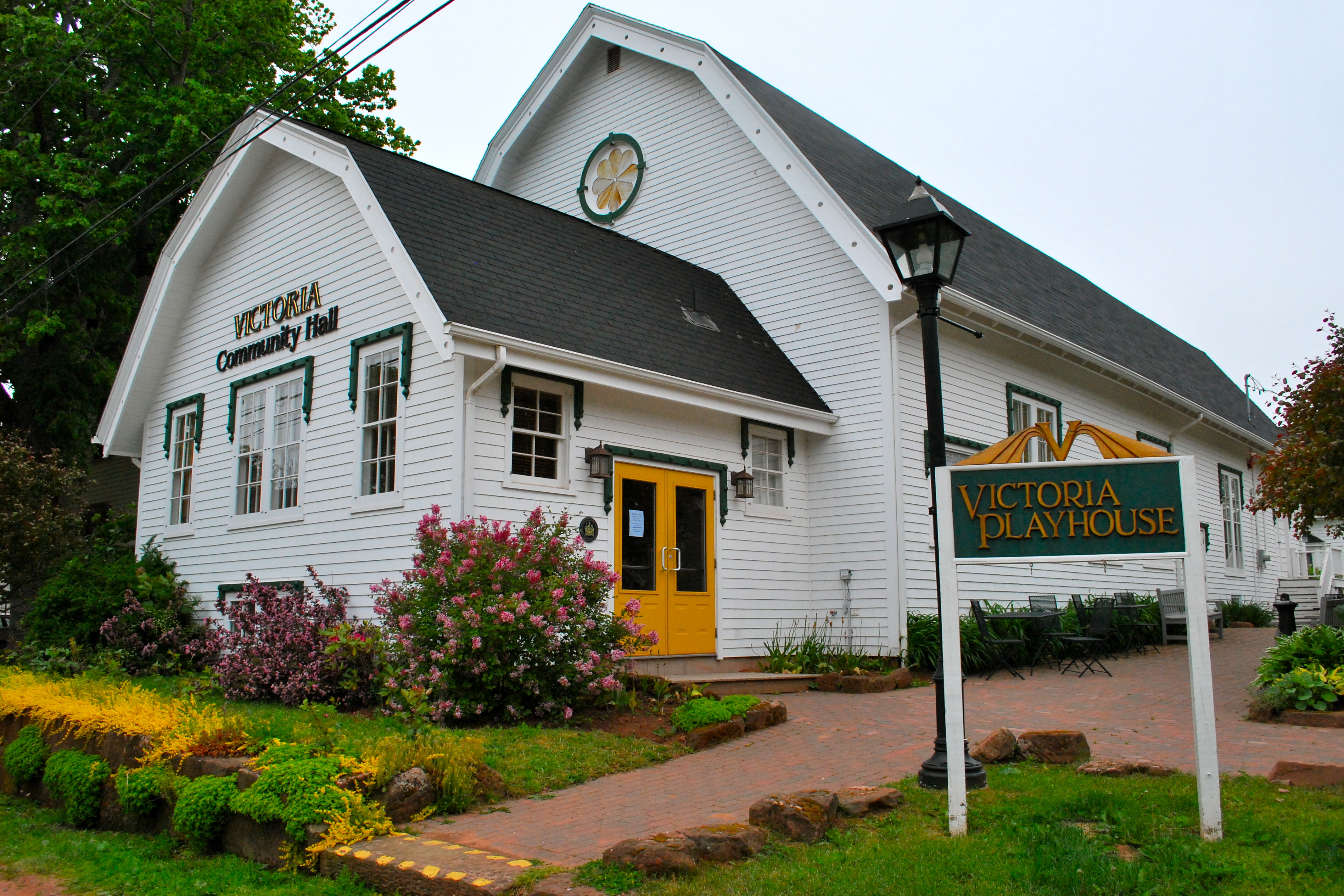
Victoria Community Hall

### Festivales
Hay un festival anual de artes, el Festival de Charlottetown (the Charlottetown Festival),que se celebra en el Centro de las Artes de la Confederación (Confederation Centre of the Arts), así como el Festival Fringe de la Isla (Island Fringe Festival), que tiene lugar en los alrededores de Charlottetown. El Festival de Jazz y Blues de la Isla del Príncipe Eduardo es un evento anual de jazz que consiste en una serie de conciertos de una semana de duración que tienen lugar en varios lugares, como el Centro Comunitario Murphy, escenarios al aire libre e iglesias de Charlottetown. 
El cambio de fecha a mediados de agosto provocó en 2011 una grave pérdida de financiación por parte de la agencia de desarrollo regional de Ottawa, ACOA. El cartel de músicos de 2011 incluía a Oliver Jones, Sophie Milman, Matt Dusk, Jack de Keyzer, Jack Semple, Meaghan Smith y Jimmy Bowskill. También se celebran el Canada Rocks y el Cavendish Beach Music Festival. Dado que la agricultura y la pesca desempeñan un papel importante en la economía, la Isla del Príncipe Eduardo se ha promocionado como destino de turismo gastronómico. Varios festivales gastronómicos se han hecho populares, como el Fall Flavours Festival y el Shellfish Festival.

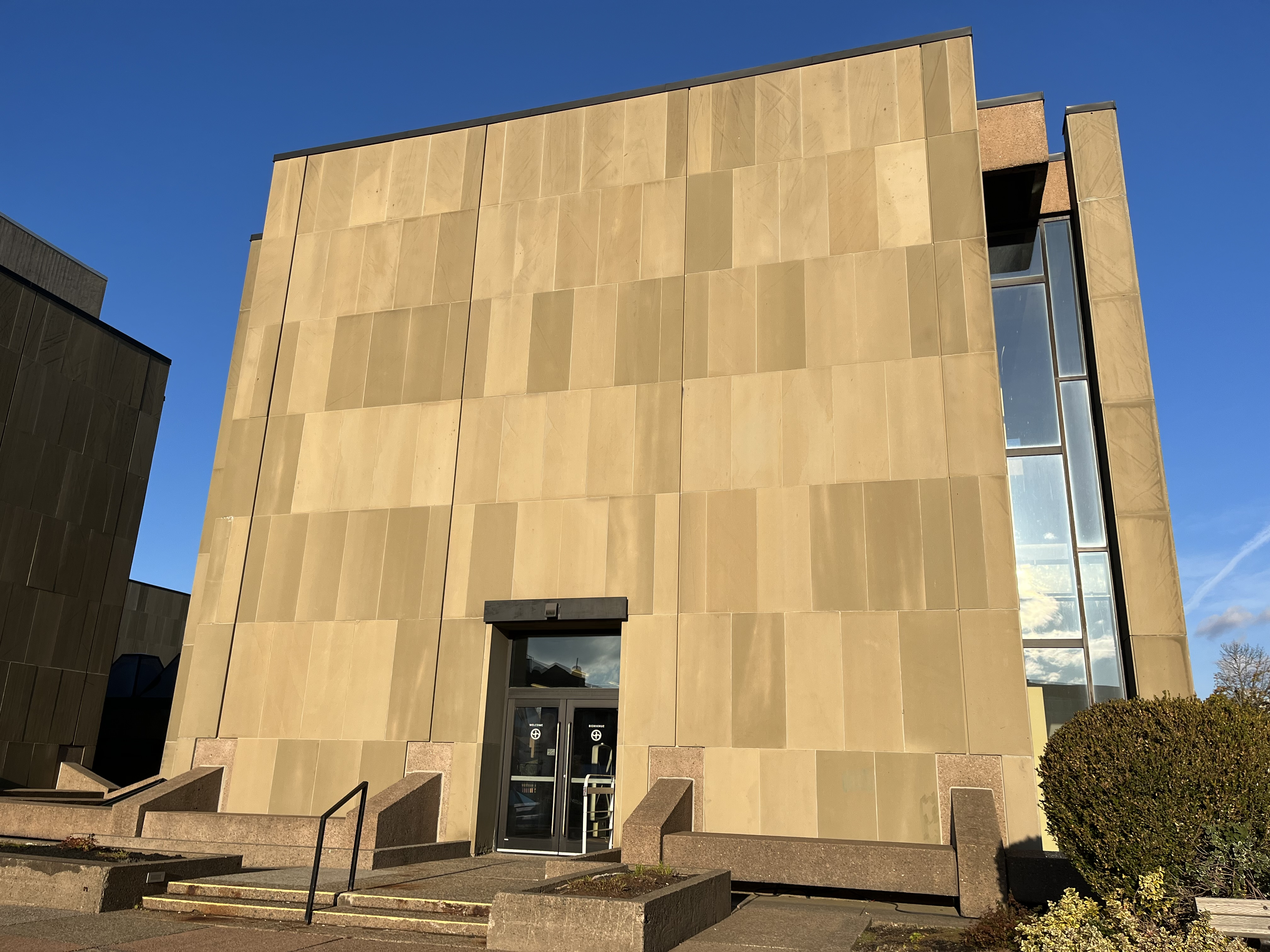
Biblioteca Pública del Centro de la Confederación (Confederation Centre Public Library)

### Cultura popular
La novela Ana la de Tejas Verdes (1908) de Lucy Maud Montgomery está ambientada en esta isla.
El videojuego Unturned (2017) desarrollado por Nelson Sexton tiene como primero de sus mapas jugables la Isla del Príncipe Eduardo, nombrada PEI por sus siglas en inglés.

### Símbolos
La bandera de la Isla del Príncipe Eduardo está inspirada en el escudo de armas de Eduardo Augusto de Kent y del rey Eduardo VII, y está formada por tres franjas rojas y blancas. El leopardo heráldico inglés que aparece en la bandera también está presente en el escudo de armas. El gran roble a la derecha de la bandera representa a Inglaterra, mientras que los tres robles representan los tres condados que forman la provincia.
El escudo de armas de la Isla del Príncipe Eduardo fue concedido en 1905 por decreto del rey Eduardo VII del Reino Unido.

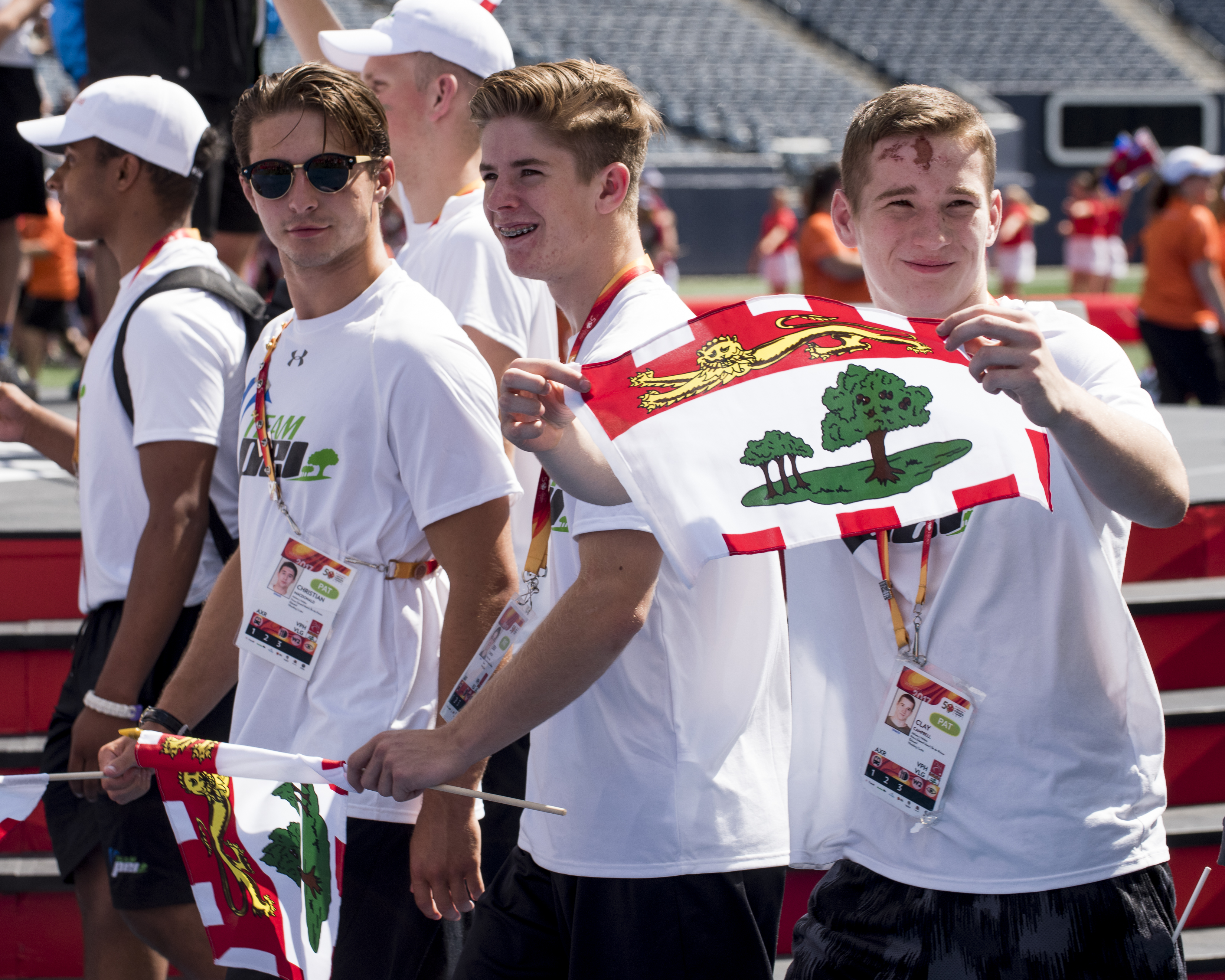
Atletas portando la Bandera de la Isla del Príncipe Eduardo en los Juegos de Canadá

El árbol emblemático de la provincia es el roble rojo americano (Quercus rubra). The Island Hymn, el himno provincial, fue compuesto por Lucy Maud Montgomery en la primavera de 1908. Se cantó por primera vez el 22 de mayo de 1908 con la música de Lawrence W. Watson, compuesta para la ocasión. El suelo de Charlottetown es el más común en la provincia y se caracteriza por su textura arenosa, adecuada para un gran número de cultivos, en particular la patata. Su designación como suelo provincial fue propuesta por el doctor Umesh Gupta, antiguo presidente de la Sociedad Canadiense de Ciencias del Suelo, que promueve este tipo de iniciativas. 
El tartán provincial conmemora la contribución de los escoceses, el principal grupo étnico, al establecimiento de la isla. Fue diseñado por Jean Rééd y adoptado en 1960. El rojo-marrón representa el color rojizo del suelo, el verde representa la hierba y los árboles, el blanco representa la espuma de las olas y el amarillo representa el sol. El lema de la isla, Parva sub ingenti (Los pequeños bajo la protección de los grandes), está tomado de las Geórgicas de Virgilio. Es el lema de la isla desde 1769.
El personaje principal de Ana... la casa de los tejados verdes es un símbolo no oficial de la isla.

## Deporte

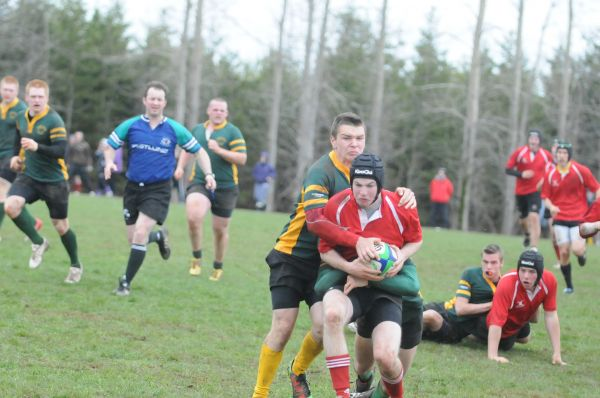
Un partido de Rugby en la Isla del Príncipe Eduardo

Los deportes más populares en la isla son el hockey, el curling, el golf, las carreras de caballos, el béisbol, el fútbol, el rugby, el fútbol americano y el baloncesto. Los deportes acuáticos también son muy populares en la Isla del Príncipe Eduardo durante el verano.
La provincia es sede de un importante equipo juvenil de hockey sobre hielo, los Charlottetown Islanders de la Liga Juvenil de Hockey de Quebec Maritimes, y de un equipo juvenil A de hockey sobre hielo, los Summerside Western Capitals, que juegan en la Liga Juvenil A de Hockey Marítimo. Los Prince Edward Island Senators jugaron en la Liga Americana de Hockey de 1993 a 1996. Trasladado desde New Haven, Connecticut, el equipo estaba afiliado a los Ottawa Senators. El equipo acabó finalmente en Binghamton, Nueva York, y se convirtió en los Binghamton Senators en 2002.
Los Island Storm eran un equipo de baloncesto profesional que jugaba en la Liga Nacional de Baloncesto de Canadá. El equipo se fundó en 2011 como Summerside Storm para la temporada inaugural de la liga y pasó a llamarse Island Storm en 2013. Al equipo se le concedió un año de excedencia en 2021, pero no ha vuelto desde entonces.
En 2008 y 2009, la Isla del Príncipe Eduardo acogió el Tour de PEI, una carrera ciclista a nivel provincial en la que participaron mujeres de todo el mundo.

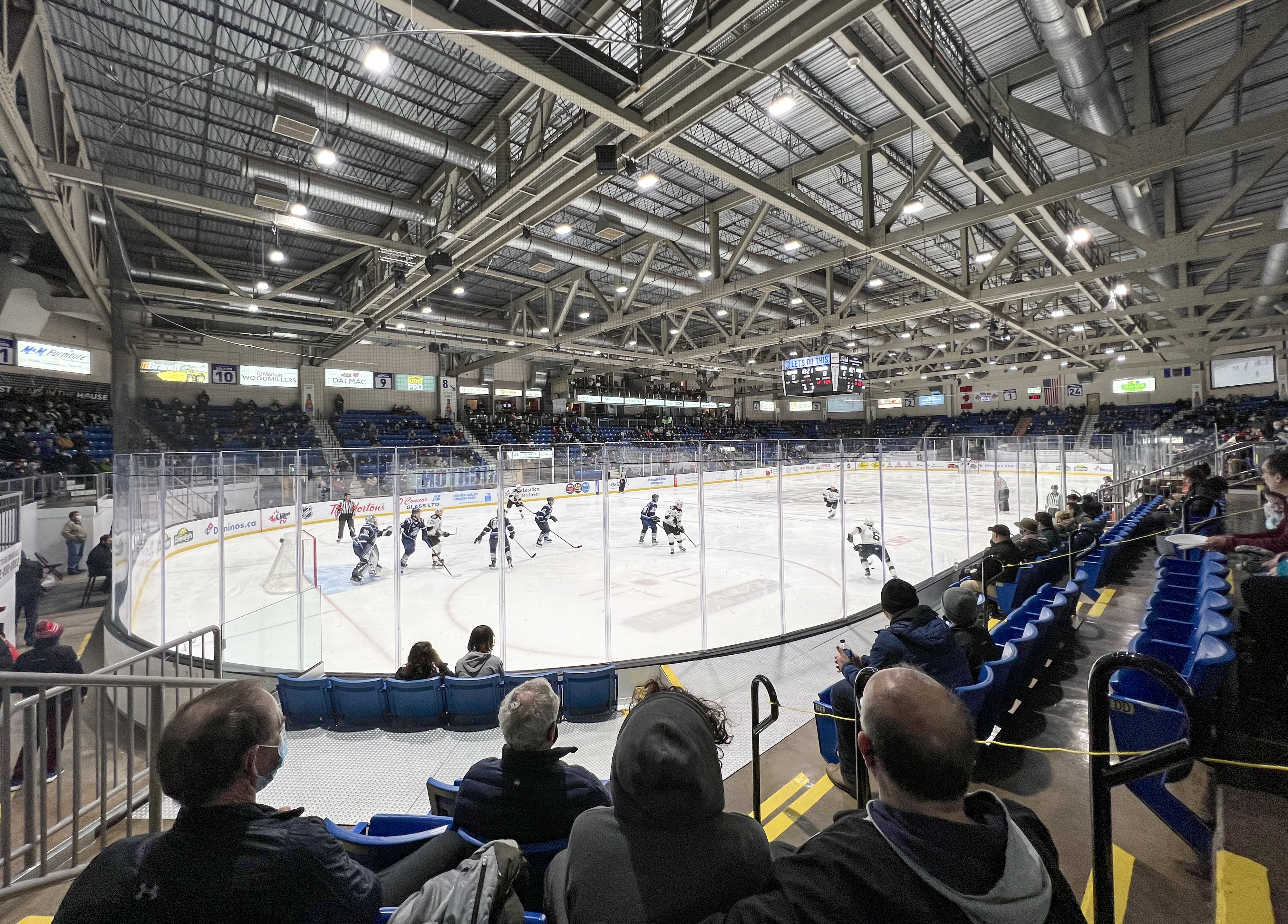
El Eastlink Centre, Charlottetown

La Isla del Príncipe Eduardo también ha acogido tres ediciones de los Juegos de Canadá: dos ediciones de invierno en 1991 y 2023, y una edición de verano en 2009.
Los dos principales pabellones cubiertos de la provincia son: el Eastlink Centre (antes Civic Centre) en Charlottetown, sede de los Charlottetown Islanders, y el Consolidated Credit Union Place en Summerside, sede de los Summerside Western Capitals. El Credit Union Place se construyó para sustituir al Estadio Cahill.
Los UPEI Panthers representan a la Universidad de la Isla del Príncipe Eduardo en la conferencia Atlantic University Sport de U Sports. Los Holland Hurricanes representan al Holland College en la conferencia Asociación Atlética Universitaria del Atlántico (Atlantic Collegiate Athletic Association) de la Asociación Atlética Universitaria Canadiense (Canadian Collegiate Athletic Association).